# JR東日本E531系電車
E531系電車（E531けいでんしゃ）は、東日本旅客鉄道（JR東日本）の交直流中距離電車。

## 概要
常磐線と水戸線で運用されていた403・415系鋼製車の老朽化に伴う置き換え、および開業を控えていた首都圏新都市鉄道（つくばエクスプレス）への対策としての運転速度向上を目的に、E501系やE231系の使用実績を基に「人に優しい車両システム」をコンセプトとして開発された。
2005年（平成17年）に開通したつくばエクスプレスは全線を通し130km/h運転が可能、また160km/h対応の区間も存在する高規格路線であるため、それに並行するJR常磐線の利用客が流れ出る懸念があった。このため、常磐線の中距離電車でもつくばエクスプレスと競合できる高速運転に対応した車両を開発する必要があった。
製造は基本・付属編成ともに最初の6編成のみ東急車輛製造と川崎重工業車両カンパニーが担当したが、2006年（平成18年）度以降は基本・付属編成ともに普通車のみJR東日本新津車両製作所で製造が行われ、グリーン車は東急車輛製造と川崎重工業車両カンパニーで製造された。
本系列で採用された新機軸の多くは、後のE233系にも改良を加えられながら受け継がれている。

## 構造

### 車体
車体は台枠の一部を除いてE231系などと同様のステンレス製。外板は汚損防止とコストダウンの観点から腰板、幕板および妻板に80#BG材を採用したが、吹寄せ部は従来同様ダル仕上げとしている。
車体長は19,570 / 19,500 mm（先頭車 / 中間車）、車体幅は2,950 mm、屋根高は3,620 mmとなっており、後述する衝撃吸収構造のために先頭車車体長が若干長くなっている。編成同士の連結で先頭車が中間に配置されることもあるため、連結面長は先頭車及び中間車共に20,000 mmに統一されている。車体断面は拡幅車体を採用し、腰部から下を絞った裾絞り構造。床面高さはE231系の1,165 mmから1,130 mmに下げられ、ホームと乗降口の段差を小さくし、かつ低重心化を図る。車体腰部および幕板部には常磐線中距離電車のラインカラーである青の帯を巻く。
先頭形状はE231系近郊タイプと同様に踏切事故対策および視認性向上の観点から高運転台構造を採用している。前頭部は衝撃吸収構造を採用しており、大型トラックとの衝突事故時にも乗務員と乗客の安全性を確保している。このために乗務員室奥行きを広めに確保している。配色は一新され、前面部の上半分が白色となり、帯のデザインも異なっている。前照灯・尾灯についても上部の行先表示器を挟んだ左右への設置となった。側窓は各車両とも開閉可能な下降窓と固定窓を用いており、窓ガラスには濃色グリーンのUV・IRカット熱線吸収ガラスを使用することでカーテンの設置は省略している。
前面のLED式行先表示器はE231系よりも横幅を拡大した一体形であり、列車番号・列車種別・路線名が3つの表示器内に表示される。側面行先表示は路線名・行先の日本語・英語ともオレンジであるほか、路線名表示中も種別表示はそのままである。また、路線名と行先の交互表示の間隔がE231系よりも長くなっている。トイレ設置車両ではトイレ近接の乗降ドア位置が前位側に600 mm寄せられた。これは電動車椅子対応の大型トイレ設置によるもので、当該車両では乗降ドアの配置が左右対称ではない。新製時より車外側面には乗客への案内用に車外スピーカーを設置する。

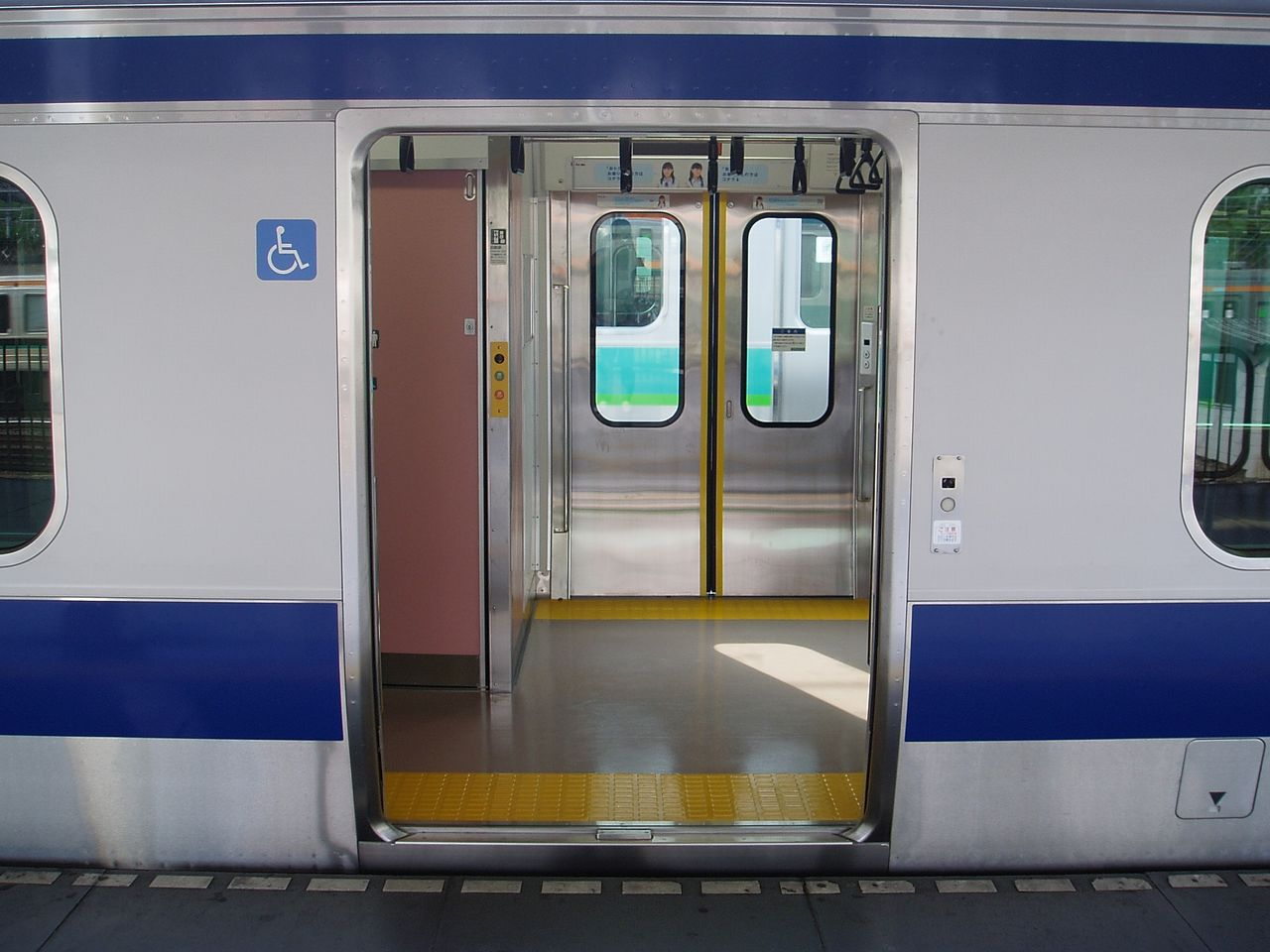
トイレ脇の客用ドア 左右非対称に配置されている。トイレ部分はE231系より大きい
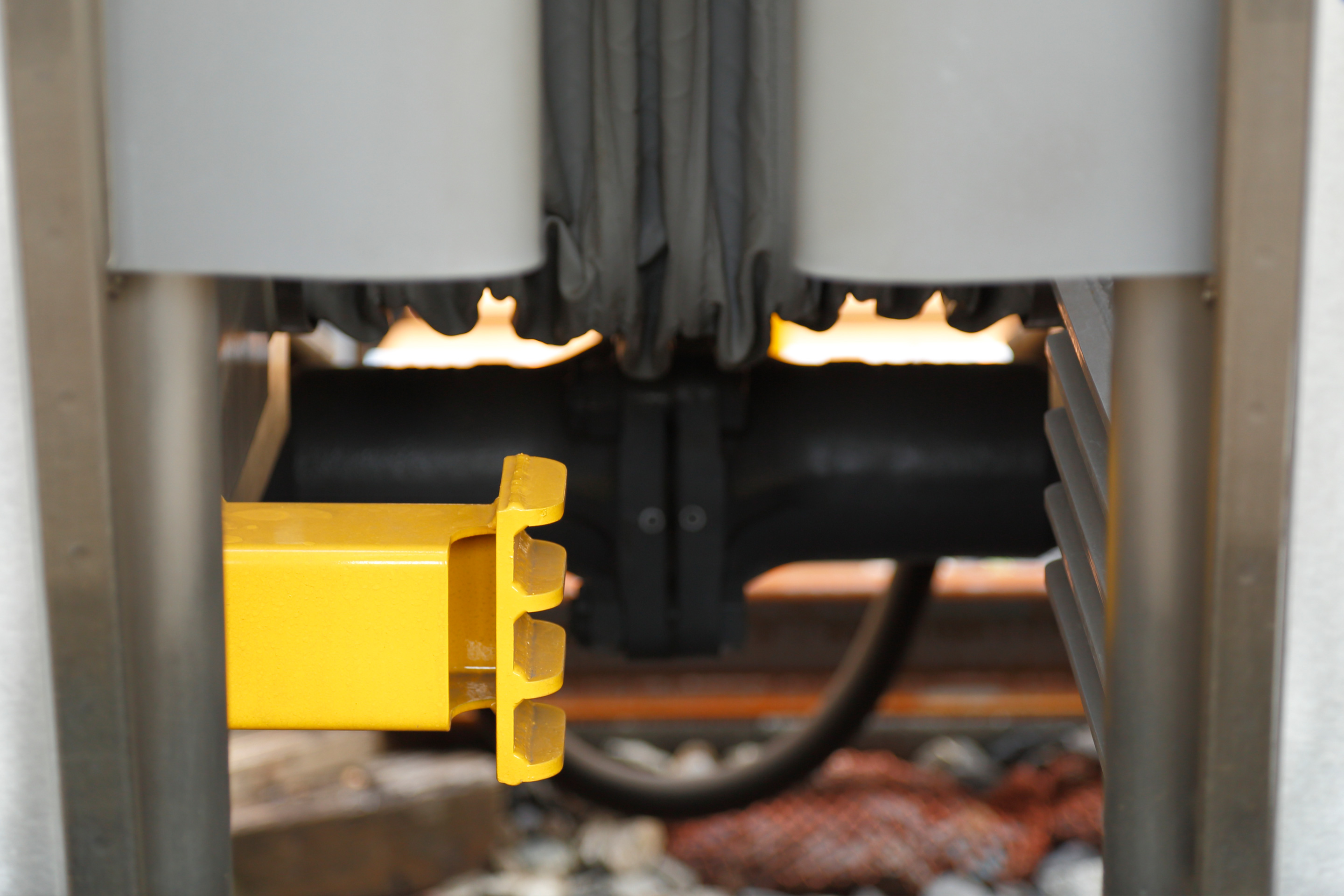
先頭車（左）の連結面に組み込まれている「衝撃吸収ダンパー」 次位の中間車（右）にはダンパー受けが設置されている

### 車内
基本的な内装カラーは白色系とし、床面は茶色系としている。内装はメーカーによって造作に相違がある。投入当初は基本編成の1・2・9・10号車と付属編成の13 - 15号車の7両がセミクロスシート、それ以外の8両がロングシートであったが、2007年1月からの基本編成の4・5号車へのグリーン車組み込み（後述）に伴い、9号車にロングシート車が組み込まれた編成がある。座席表地の色は茶色がかった色である。1人あたりの座席幅はE231系より10 mm広い460 mmで、座席クッションは2004年度以降に落成したE231系と同様のSバネ入りとして座り心地の改善を図っている。荷棚は、従来のステンレスパイプ製のものに代わってアルミニウム合金製の板状のものを採用した。各車両間の貫通扉はE231系で採用実績がある傾斜式戸閉装置を採用した。
乗降ドアはE231系と同じ単板ガラス型のものを使用しており、戸挟み安全装置付きリニアモーター式ドアエンジンを装備する。これは富士電機とJR東日本の共同で開発されたもので、常磐快速線・成田線用のE231系と同一方式である。ドアスイッチを併設する半自動機能付きで、車内から見て右側に開閉ボタン（外部には開ボタン）がE231系よりも多少低い位置に設置されている。半自動機能は、冷房および暖房使用時に交流区間での始発駅や途中駅の特急待避、長時間の列車交換待ちの停車時にセットされる。また、最初に落成した基本・付属編成各6本のドアにはドアスイッチの使用方法が表記されたステッカーを貼り付けしている。視覚障害者への配慮のため、ドア先端部の車内側には黄色のテープが高さいっぱいに、また床には黄色の滑り止めも兼ねた点字ブロックを配置している。これはJR東日本では初めての採用である。
ドア上部にはLED式2段の旅客案内表示器とドアチャイム・ドア開閉時に赤く点滅する扉開閉予告灯を設置している。旅客案内表示器は2段目の右端に号車番号を表示する。このため、車端部には号車番号表記はなく、付属編成では車体外部に号車番号は表記されていない。また、走行中は各種情報を「運行情報」→「行先」→「携帯電話」「優先席」（一方のみ、1駅毎に交互）→「テロ対策」の順に表示する。自動放送装置・車外スピーカーによる案内放送が行われる。前者では日本語と英語による行先や次の停車駅、ドア開閉方向のほか、ドアの半自動設定時や非常ブレーキ時の放送も備えている。後者ではドアの半自動設定時や乗降促進メッセージ、車掌からの放送および発車メロディの再生が可能。
つり革は黒色成型の三角形のものを新たに開発し、のちに他形式・他社車両にも展開された。ロングシート部とクロスシート部で持ち手の形状が異なるほか、枕木方向の個数がE231系の2個に対して3個に増設されている。車両両端部ではつり位置を下げている。
トイレは15両編成中3か所（1・10・11号車。いずれもクハ=制御車両）に真空吸引式洋式トイレを設置する。電動車椅子での利用に対応させるため、出入口の開口幅がE231系の741 mmから900 mmに拡幅され、トイレ側の第3ドアと第4ドアの間は座席配置が変則的である。グリーン車では5号車サロE531形の上野寄り車端部に洋式トイレ・洗面所を設置する。車椅子スペースは各先頭車の連結面寄りに設置した。
補助送風機である横流ファンの整風板は火災対策から、他社局の車両にも見られる車内全長に連続した銀色のアルミ合金製を採用した。製造年を示すものはシール式となっており、2019年以前に製造されたものでは和暦表記、2019年以降に製造されたものは西暦表記である。

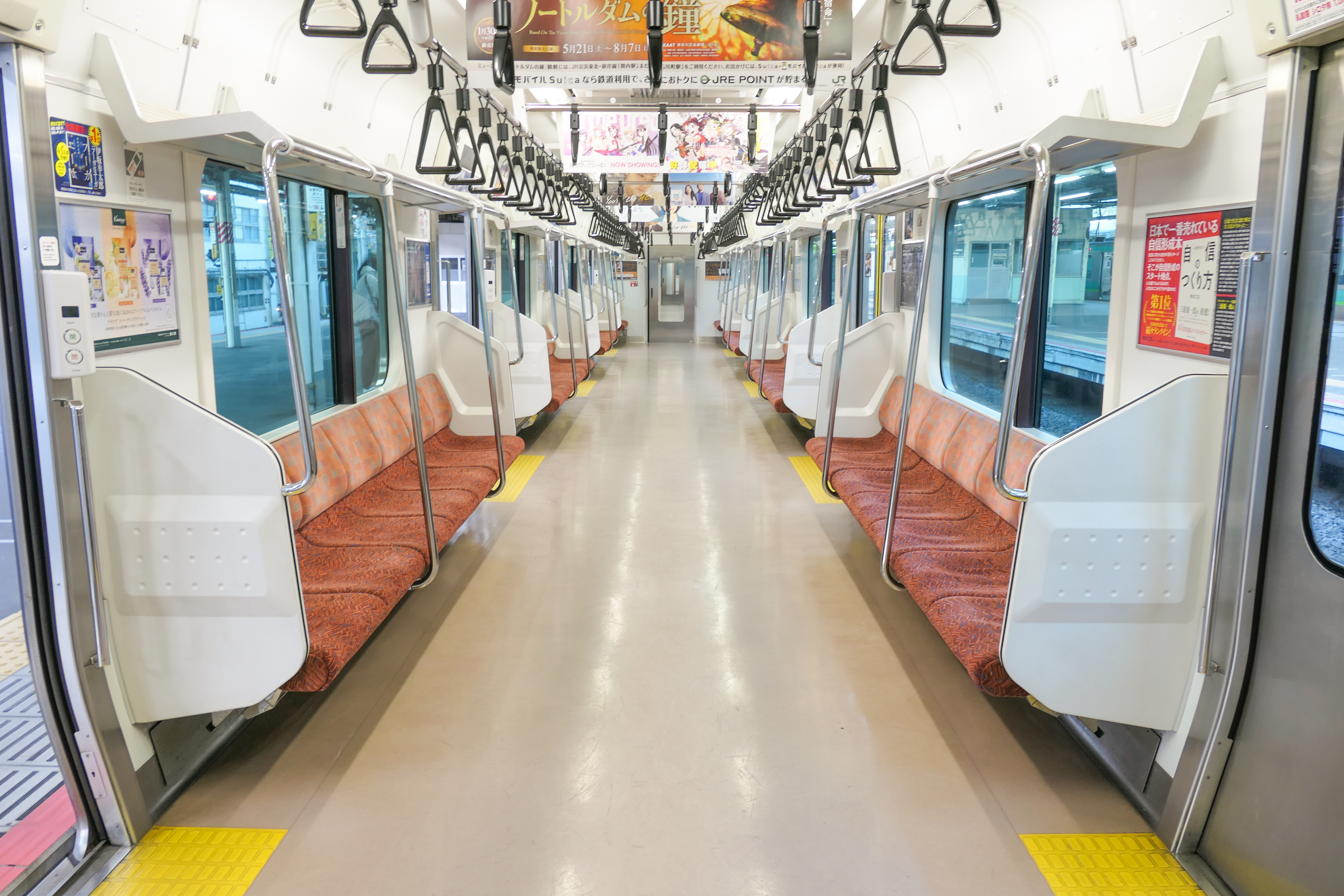
ロングシート車内（モハE531-2012）
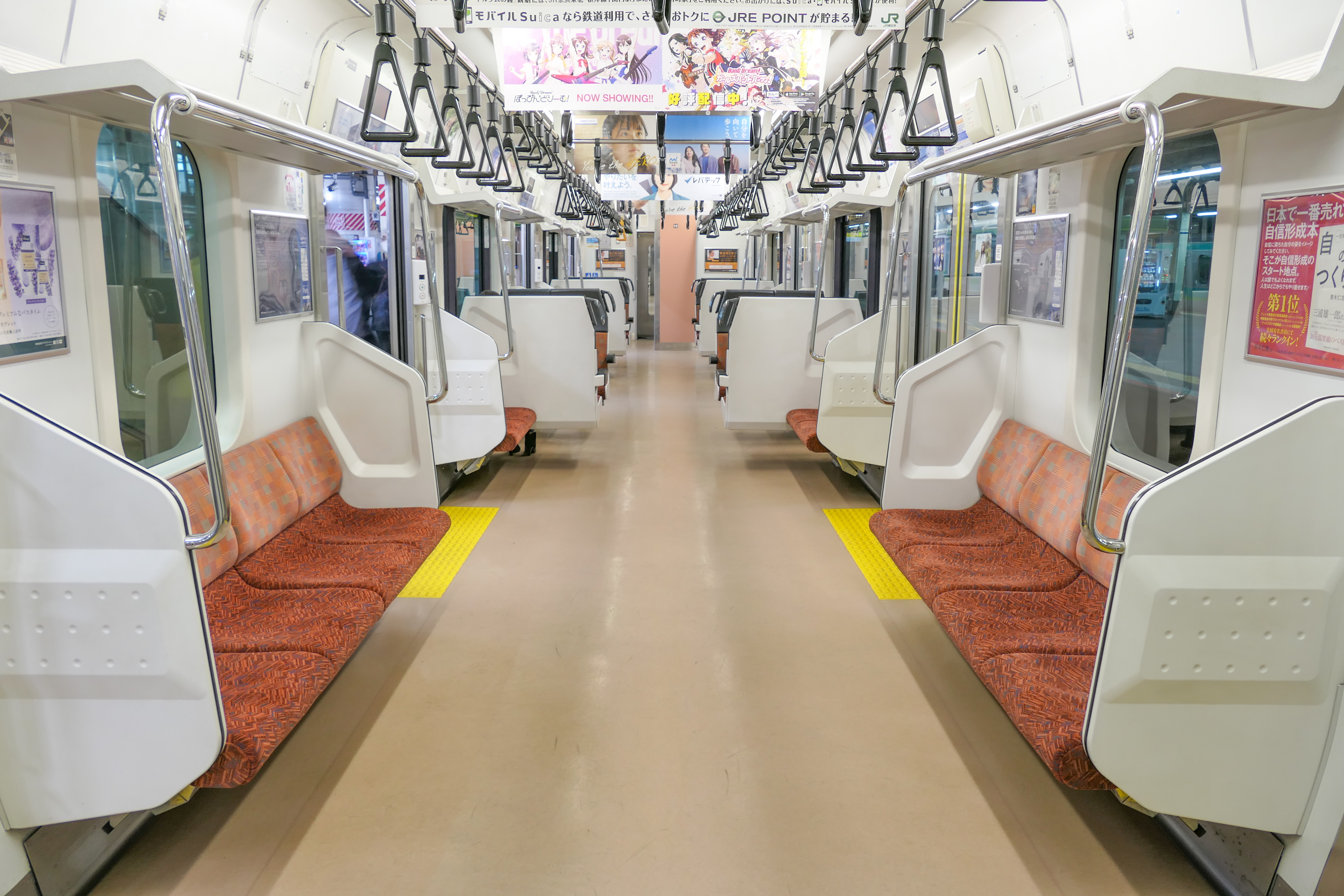
セミクロスシート車内（クハE530-12）
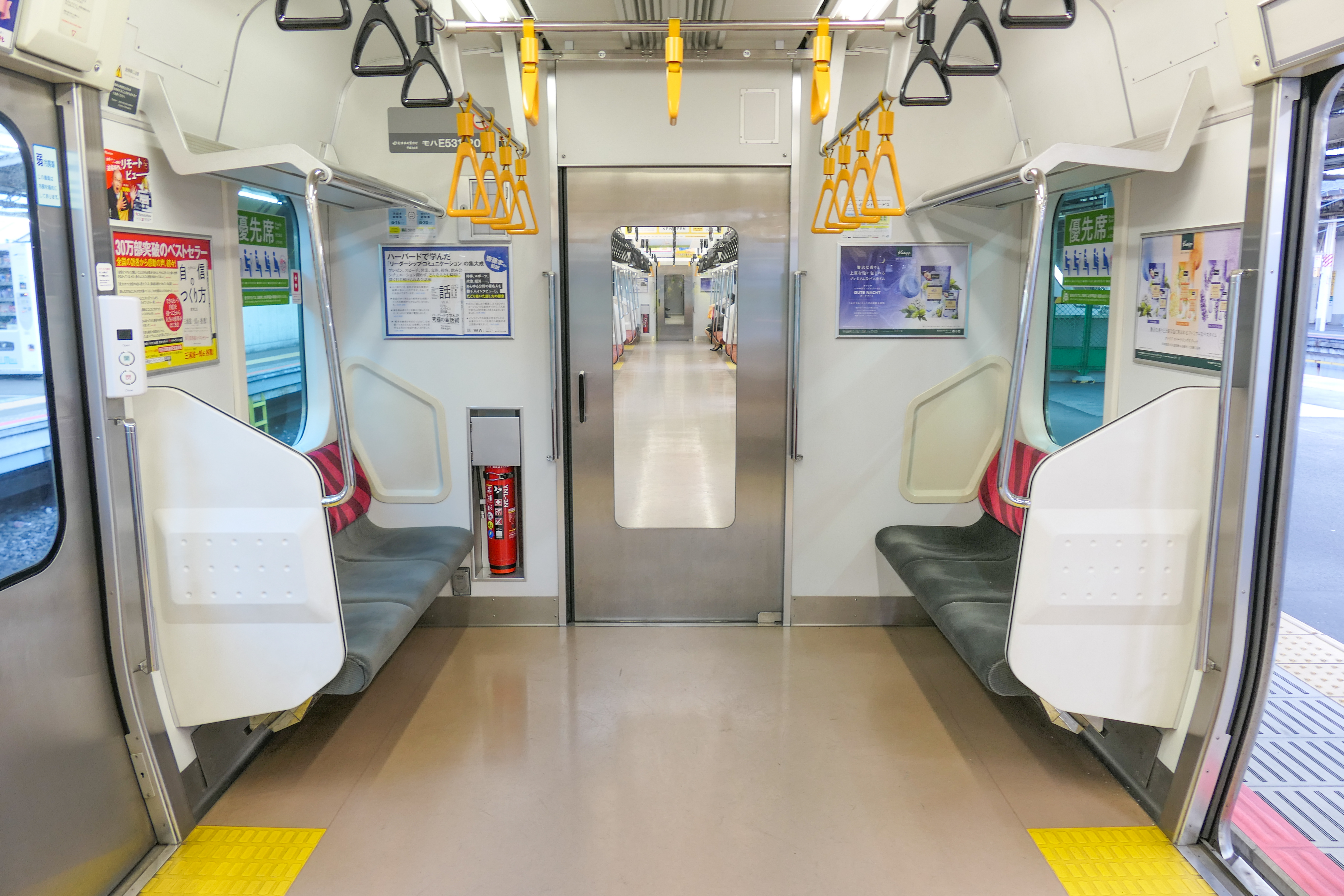
優先席（モハE531-2012）
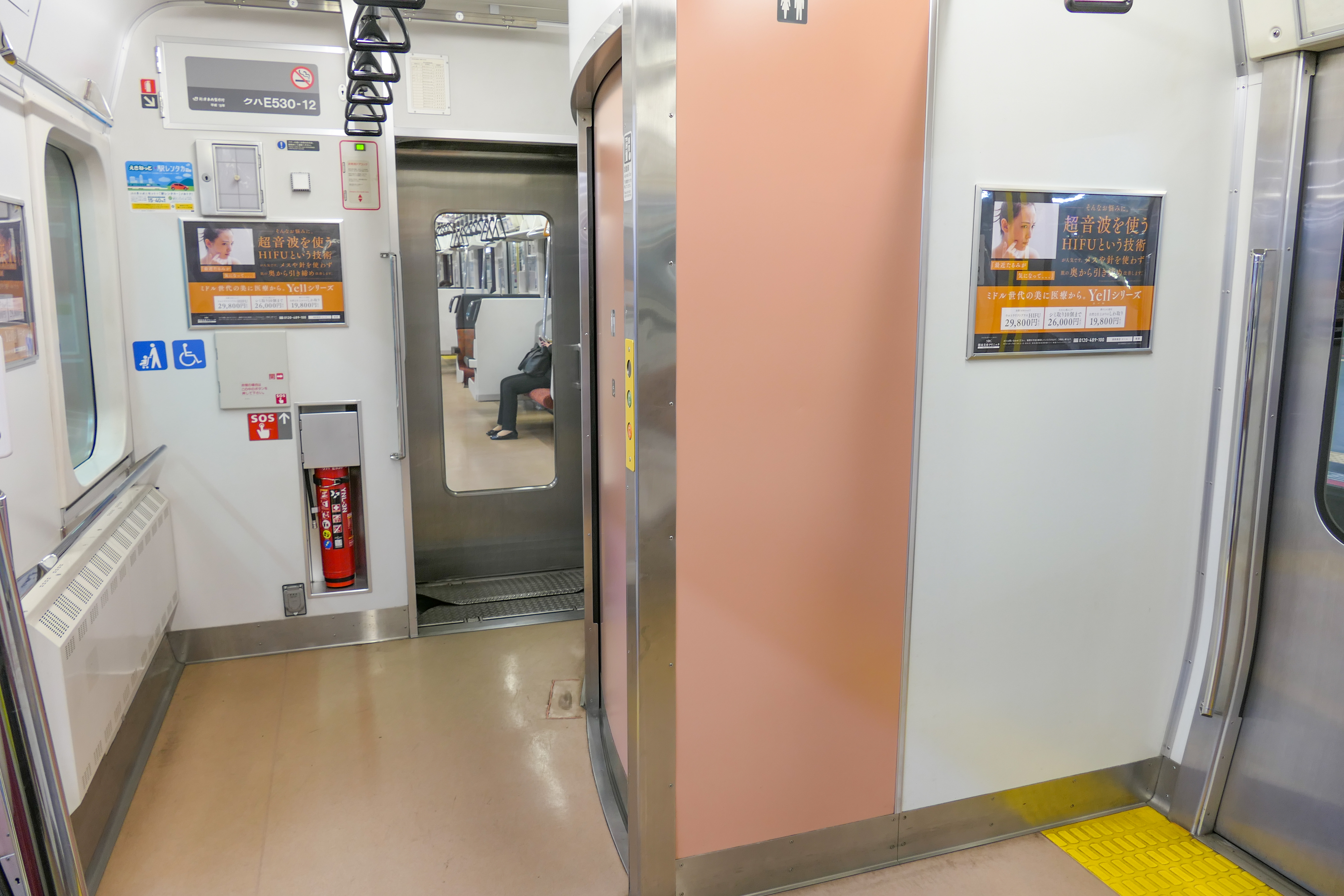
トイレ・車椅子スペース（クハE530-12）

#### 乗務員室
乗務員室は前述した高運転台構造で、運転士用の座席を設置する床面は客室床面よりも520 mm高くしている。運転台の機器配置はE231系近郊形（東海道・宇都宮・高崎線用）に準じた構成で、速度計・圧力計等の計器類や各種表示灯を廃し、これらを「グラスコックピット」と称する液晶モニターに表示する方式である。
乗務員室内には通常用および非常用のパンタグラフ降下スイッチが設置されている。列車制御システムとしては、搭載されているTIMSおよびVIS（各種情報提供装置）を介して、各車に指令を送るシステムとしている。
本系列におけるTIMSは、E231系のシステムに加えて、以下の機能を付加している。
- お客様へのサービス向上として、前述した旅客案内表示器への「号車番号表示機能」の実施
- 検修員の取り扱い簡素化として、車両故障発生時に救援列車連結用の「救援併結機能」の追加、故障情報確認の作業性向上のため「故障情報検索機能」の追加、車両留置状態で旅客案内表示器・自動放送装置の確認用に「模擬走行機能」の追加
- 乗務員の取り扱い簡素化とマンマシンインタフェースの改善として、自動出区点検機能に「交直流切り換え試験」機能の追加、メータ表示画面へ交流電圧表示計を追加

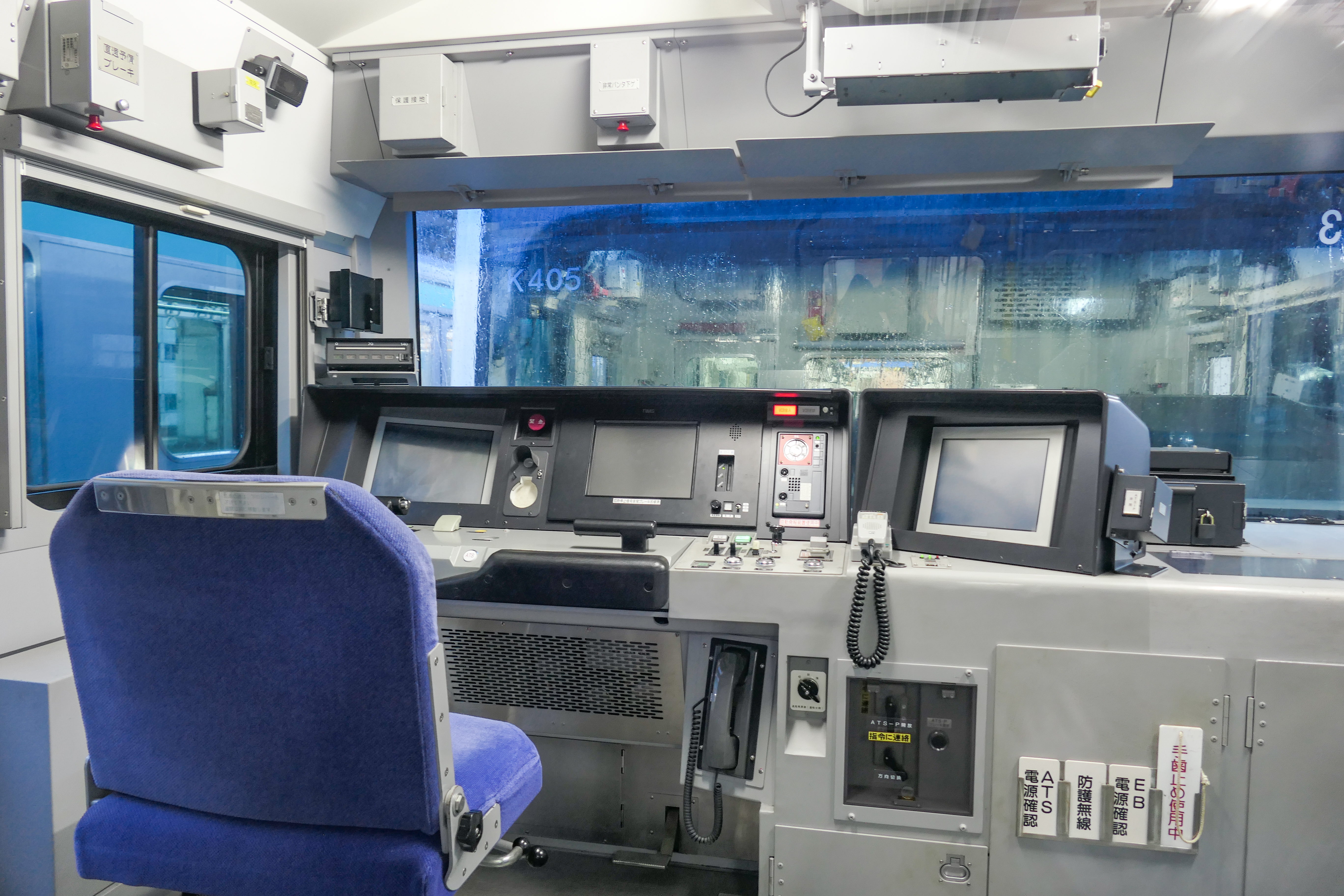
運転台（クハE530-2023）
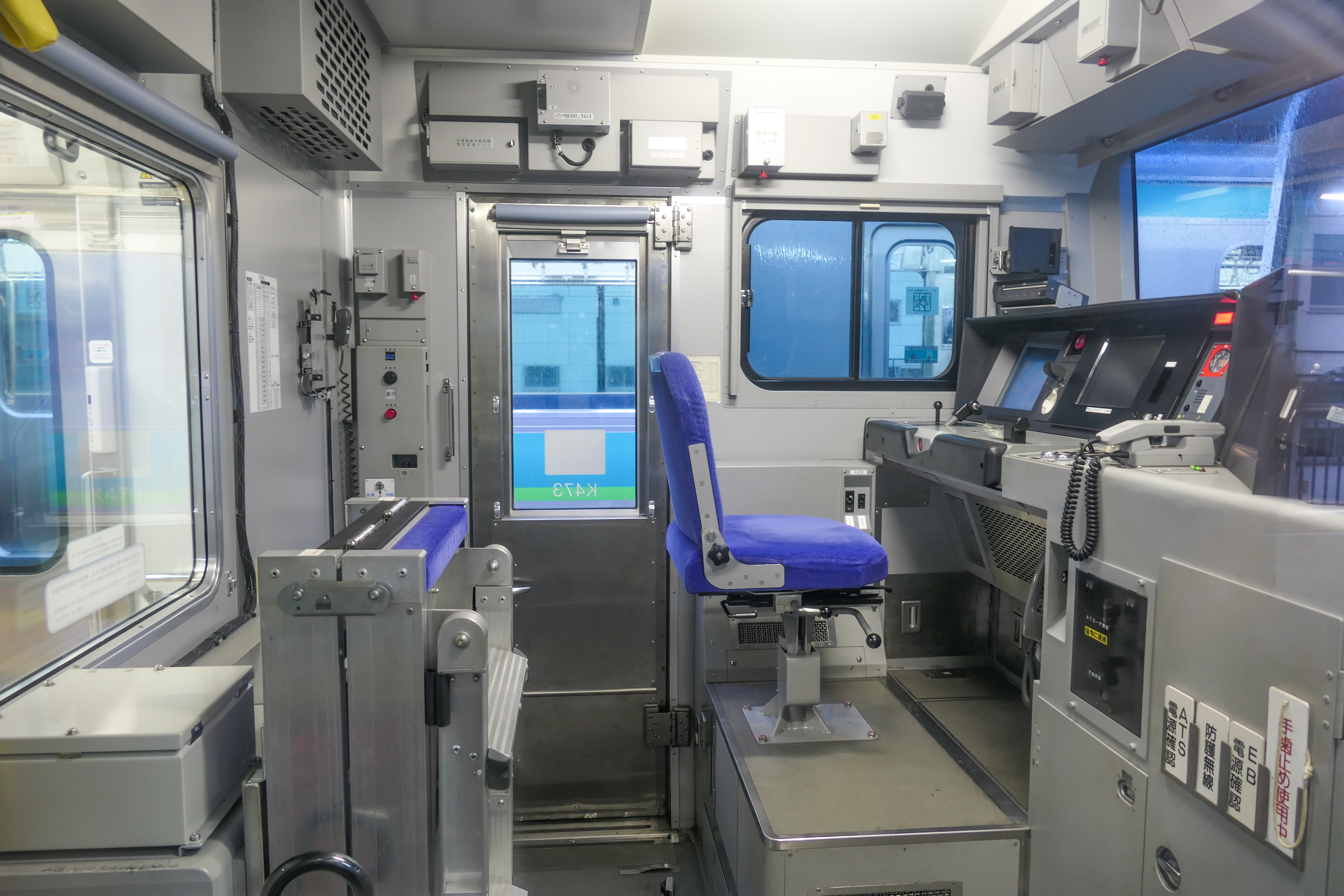
乗務員室（クハE530-2023）

### 機器類
E231系近郊タイプの基本設計を基に、高速運用に対応するため、特急用車両のE653系に準じた制御・駆動系を用いる。営業最高速度はJR東日本の普通列車用車両で初の130 km/hに上げられ、速度種別はA21を指定する。
主電動機は三菱電機・日立製作所・東洋電機製造の3社で製作されたかご形三相誘導電動機MT75形で、1時間定格出力は140 kW。240万km走行非分解を目指した軸受構造および電食を防止するために絶縁軸受を採用している。さらに低騒音化の配慮を行った結果、単体で約2dBの騒音低減を図っている。
パンタグラフは、3・8号車モハE531形の前位寄り（常磐線基準で水戸・高萩方）にシングルアーム式のPS37A形を搭載する。これはE501系と同位置で、E231系とは逆位置である。交直流電車であるためパンタグラフの取り付け位置が高いことから、狭小トンネル対応を示す「◆」マークが貼り付けされておらず、断面積の小さいトンネルが連続する中央本線高尾以西への乗り入れはできない。
電動空気圧縮機（CP）はE231系などと同様のスクリュー式で、新開発のMH3124-C1600SN3形を搭載する。
ブレーキ装置は回生ブレーキ併用の電気指令式空気ブレーキで、全電気ブレーキ機能を有する。このほか、60 km/h以上での定速制御・10 km/h以下の低定速制御・抑速ブレーキも装備する。
IGBT素子による2レベルコンバータ＋2レベルインバータで構成された主変換装置を搭載しており、日立製作所製のCI13を採用している。主変換装置1基で4基の主電動機を制御する1C4M方式である。直流区間では、主変換装置のインバータ部のみ駆動させ、三相交流を出力する。
補機類の電源となる補助電源装置は、IGBT素子を使用した東洋電機製造製の静止形インバータSC81を搭載する。集電装置からの直流1,500Vもしくは主変圧器三次巻線からの単相交流1,471Vを電源として、三相交流440V 60Hz（定格容量280kVA）を出力しており、基本編成に2台、付属編成に1台搭載されている。1台のSIVにはIGBT素子を使用した2レベルPWMインバータ回路で構成されたインバータが2台搭載されており、1台当たりの出力を140kVAとして、三相出力変圧器の2次側で2台を並列接続して並列運転を行っている。このシステムはSIVの負荷が分散できるとともに、1台が故障で停止しても、もう1台が運転を継続することで、列車内の編成引き通しされた三相幹線（三相交流電源）が停電とならず給電を継続できる冗長性に優れたものである。
直流区間と交流区間を隔てるデッドセクションでの主回路切替はE501系と同一の仕様で、ATS-P 地上子を用いた自動切替である。専用地上子を設置しない路線での走行を考慮し、切替ボタンによる手動切替を併設する仕様も同一。車内照明は直流電源方式で、デッドセクション通過時には蓄電池からの供給に切り替わるため、基本的に消灯しない（交直流切り替えが手動で行われた場合は、この限りではない）。

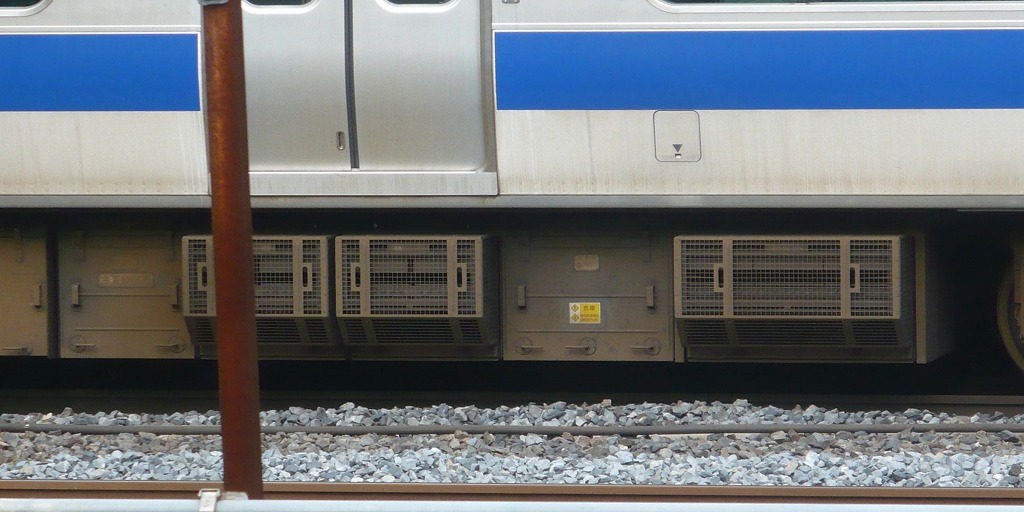
CI13形主変換装置
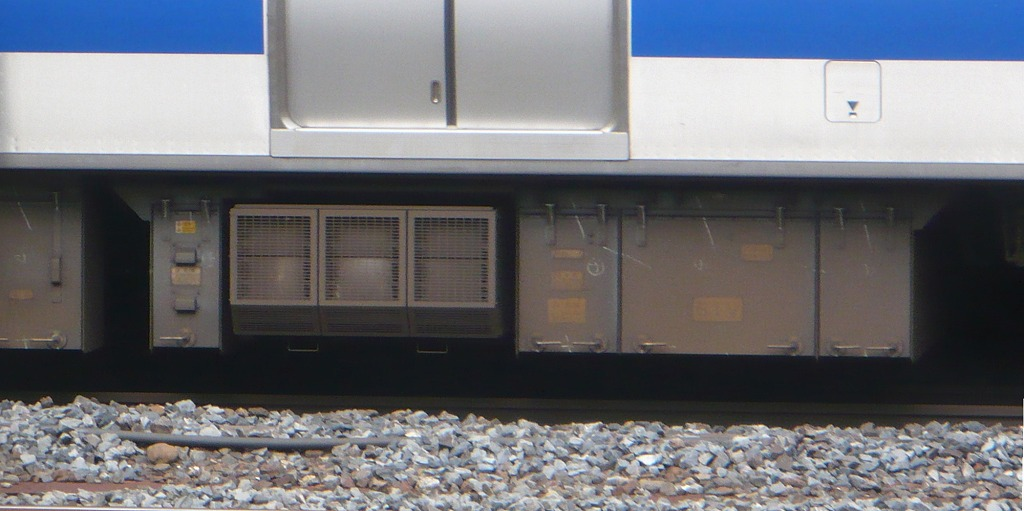
SC81形静止形インバータ装置
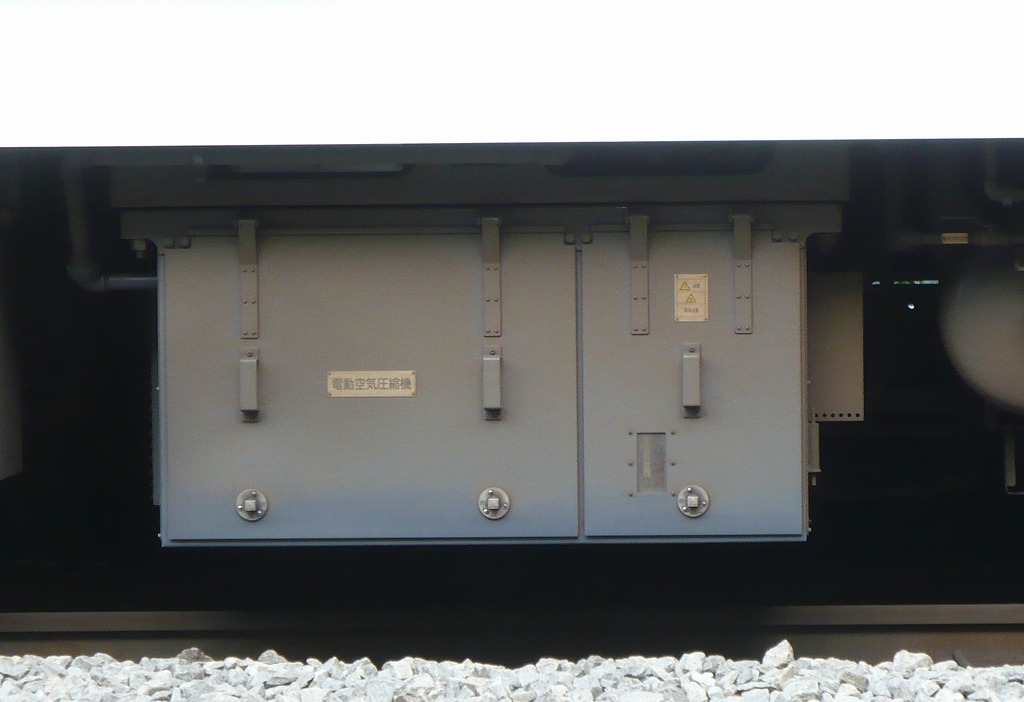
スクリュー式空気圧縮機（E259系の同一品）

台車は、E653系などの特急車両用台車を基本とした軸梁式ボルスタレス台車である。形式は電動台車がDT71、付随台車のうち先頭車両前位寄りがTR255、後位寄りがTR255A、中間車両がTR255B、2階建て車両がTR255Cとしている。
台車枠は溶接構造の側はりと鋼管による横はりで構成されており、床面高さを1,130 mmに低下させるために側枠の形状を変更し、枕ばね取り付け位置を引き下げた。軸梁式軸箱支持装置の構造は、軸ばねを除いて各台車共通である。車体支持装置は各台車共通とし、新設計空気ばねを取り付けた。また、高速運転に対応するため、全車にヨーダンパが設置される。
基礎ブレーキ装置は、電動台車には踏面片押しユニットブレーキを採用することで軽量化及び保守の容易化を図っている。付随台車には踏面ブレーキと1車軸あたり2枚のディスクブレーキを備える。また、付随台車のうちTR255は踏面ブレーキに駐車ブレーキ機構を備える。

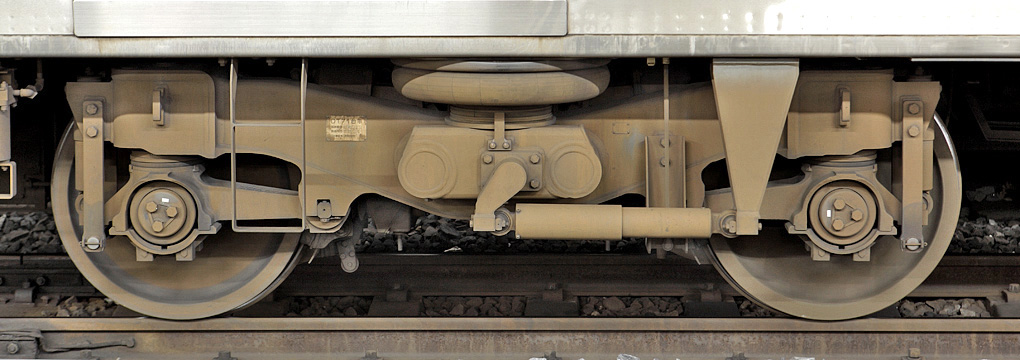
DT71形動力台車
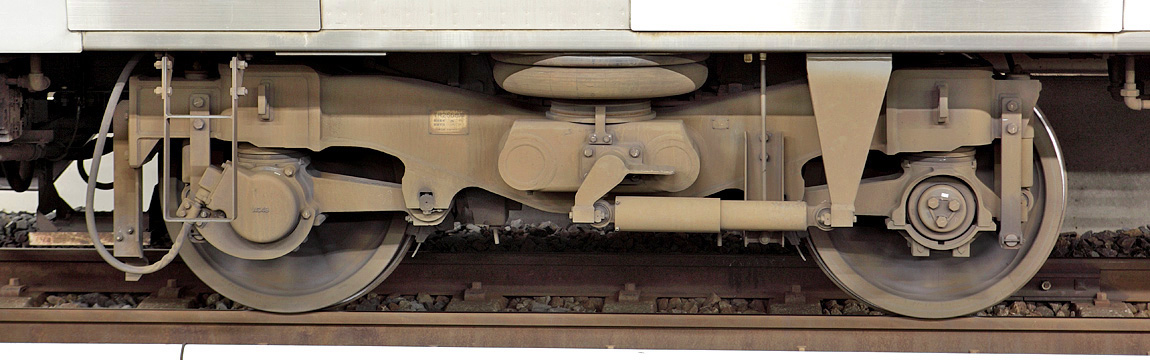
TR255形制御車先頭側台車

保安装置は製造当初よりATS-SN形およびATS-P形を搭載している。その後K407・K457編成よりデジタル列車無線機器とATS-Psが新製時より設置され、ATS-Ps非搭載で落成した初期車両にも順次ATS-Psが搭載された。従来のATS-SNによる本線運転も可能である。

## 形式
クハE531形 (Tc)
普通席を備える奇数向き制御車。蓄電池を搭載し、運転台を備える。
クハE530形 (T'c)
普通席を備える偶数向き制御車。空気圧縮機・蓄電池を搭載し、運転台を備える。
モハE531形 (M1)
普通席を備える中間電動車。モハE530形とユニットを組む。主変圧器・主変換装置・補助空気圧縮機・集電装置などを搭載する。
モハE530形 (M2)
普通席を備える中間電動車。モハE531形とユニットを組む。主変換装置・補助電源装置などを搭載する。
サロE531形 (Tsd)
グリーン席を備える2階建て中間付随車。洋式便所・洗面所を備える。
サロE530形 (Tsd')
グリーン席を備える2階建て中間付随車。乗務員室・業務用室を備える。
サハE531形 (T)
普通席を備える中間付随車。
サハE530形 (T')
普通席を備える中間付随車。空気圧縮機を搭載する。

## 番台別概説

### 0番台

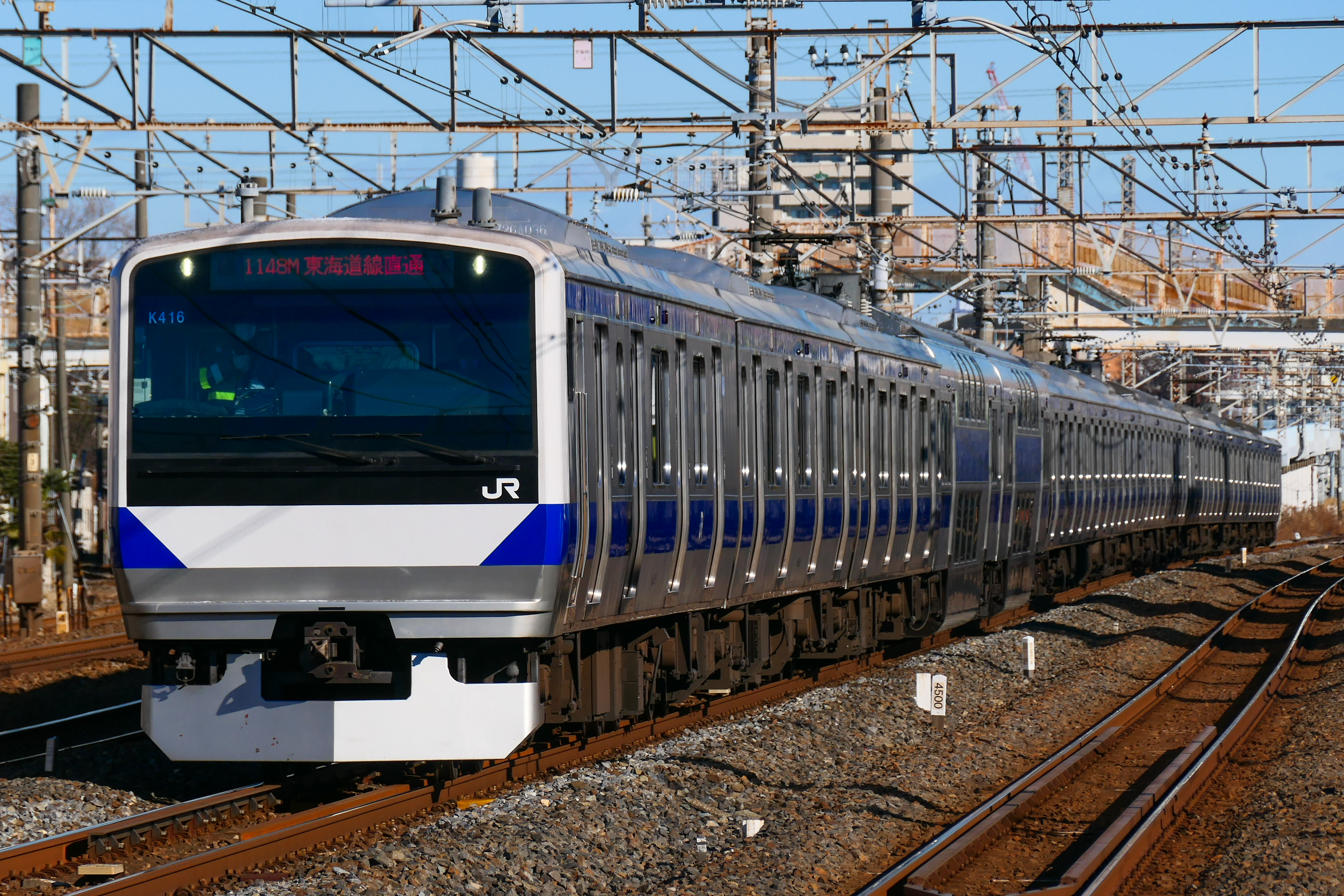
E531系0番台
（スカート交換後）
（2023年1月28日 馬橋駅）

0番台全車は勝田車両センターに配置され、2020年4月1日時点での内訳は基本10両編成26本（260両）、付属5両編成33本（165両）の合計425両。基本編成10両＋付属編成5両の15両編成を基本とし、編成番号は基本編成がK401 - K426、付属編成がK451 - K483。
基本＋付属の15両編成、付属＋付属＋付属の15両編成、付属＋付属の10両編成、基本のみの10両編成、付属のみの5両編成の5パターンでの運行が可能。2016年3月26日のダイヤ改正までは、付属編成を複数連結した列車の定期運用は存在せず、付属編成5両＋付属編成5両の10両編成での運転がE501系基本編成の代替運用時にあるのみだった。
編成中の電動車（M）と付随車（T）の構成（MT比）は、基本編成が4M6T、付属編成が2M3T。先頭車両は貫通路をもたないため編成間通り抜けはできない。付属編成は複数の運用方法を有するため、車体側面の号車番号ステッカーは貼り付けしない。
2017年（平成29年）7月に常磐線系統の上野東京ライン増発による車両不足を補うために付属編成のK476・K477編成が、翌8月には基本編成のK424・K425編成とK426編成の普通車が総合車両製作所新津事業所を出場した（グリーン車は横浜事業所での製造）。E531系の基本編成新製はK423編成以来3年ぶり、E531系0番台全体では付属編成のK475編成以来2年ぶり。なお、今回製造分の基本編成の9号車はK423編成と同様セミクロスシート車（サハE531形0番台）として製造された。これらの編成から車内照明がLEDになった。
2019年に約2年ぶりに付属編成のK478・K479編成が7月23日に総合車両製作所横浜事業所を出場した。これらの編成はE235系と同様の防犯カメラが設置された。
2020年3月14日には東日本大震災により最後まで不通だった常磐線富岡駅 - 浪江駅間の運転再開に伴い、車両不足を補うために同年2月から3月にかけて付属編成4本（K480 - K483編成）が増備され総合車両製作所横浜事業所を出場した。
2020年度から2023年度にかけて郡山総合車両センターにおいて装置・指定保全併施の機器更新工事、及びワンマン運転対応改造工事が実施された。なお、付属編成4本（K480 - K483編成）は、新製時より車体側面に「安全確認カメラ」が設置されている。

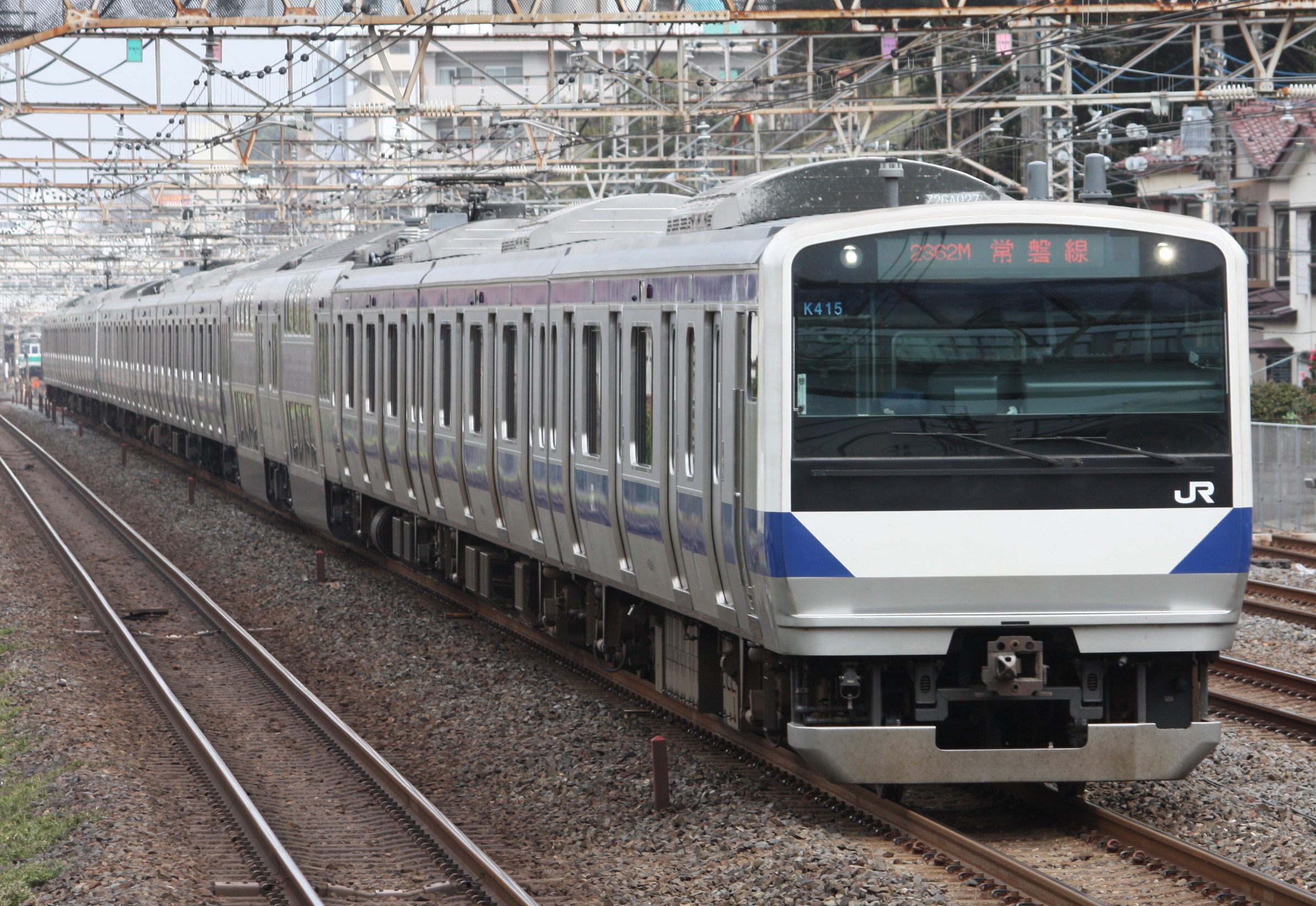
E531系0番台 （スカート交換前） （2009年3月22日 松戸駅 - 金町駅間）

### 3000番台

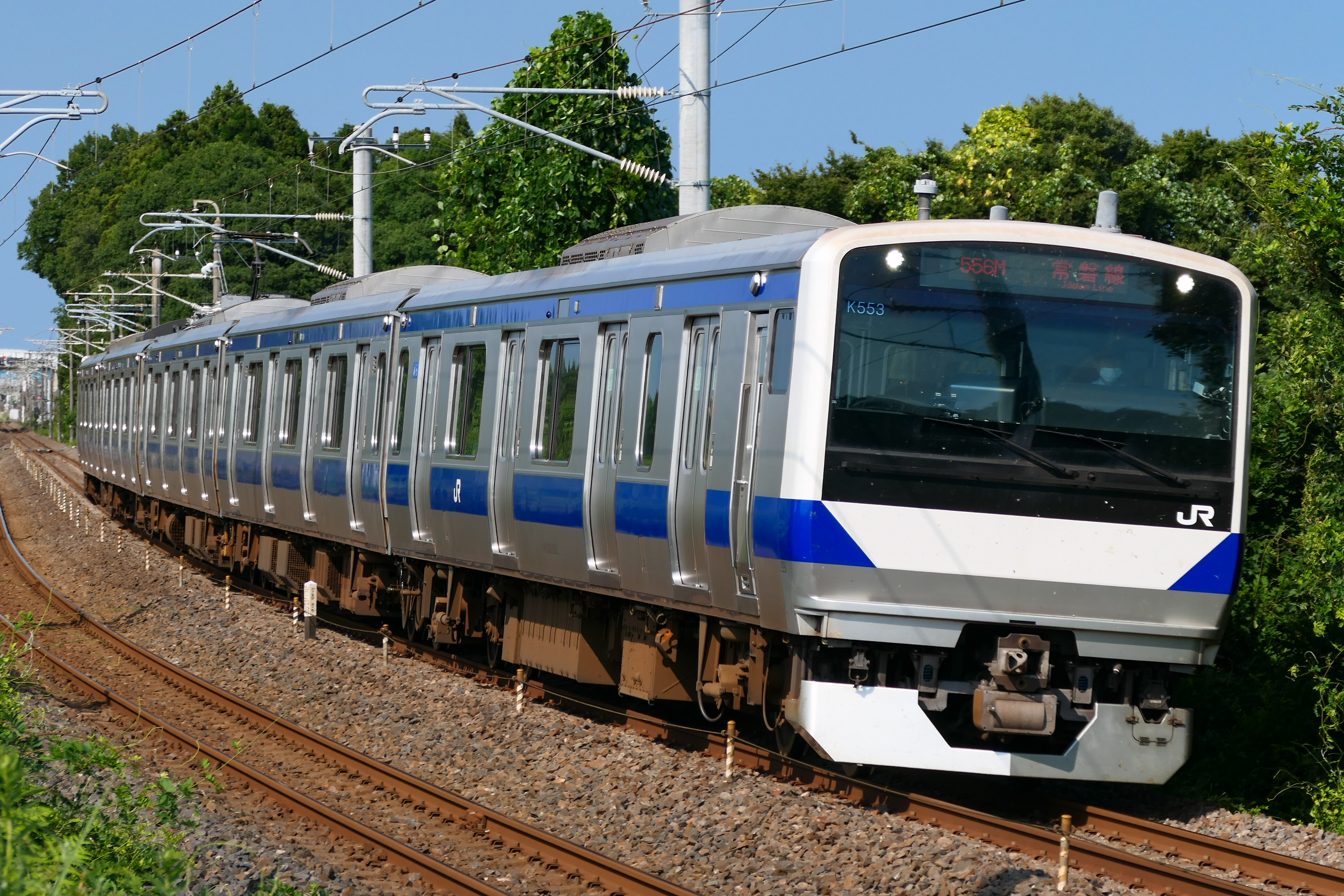
3000番台・K553編成
（2023年7月27日 東海駅 - 佐和駅間）

2015年10月に、415系1500番台の置き換え用として6次車に相当する5両編成の付属編成が落成した。すべての車両が準耐寒耐雪仕様車となっていることから、新たな区分としてできた3000番台となっている。
編成番号はK551-K557編成とし、2015年度に4本、2016年度に3本の計7本が製造され、2015年（平成25年）12月6日から0番台の付属編成と共通で営業運転を開始した。
従来車との変更点は以下の通りとなっている。
- 先頭部側面を塗装方式から塗装レス方式に変更。
- 凍結防止と雪の進入による客室扉が開く際の不良防止のため、客室扉の側引戸レールにヒーターを搭載。
- 主電動機を冷却する冷却風を通す風道を車体側に設置、電動車のモハE530形4000番台とモハE531形3000番台のNo.1・2・7・8の客室扉の右側の側構体に吸気口と整風板を新設。
- 主電動機フィルターを電動車のモハE530形4000番台とモハE531形3000番台の腰掛下に各4ヶ所ずつ追加。
- 車体の台車の間に車体側の風道からの冷却風を主電動機へ導くためのたわみ風道を取り付け。これに伴い主電動機の型式をMT75Aへ変更。
- 品川向きのクハE530形5000番台のトイレの汚物タンクの外板の二重構造化と断熱材の追加や排出コックへのカバー取り付けとヒータの追加。
- 先頭車の前位台車へのスノープラウの取り付け。これに伴いATS-P形の車上子の取り付け位置が後方に移動。
- 空気ばね（枕ばね）の自動高さ調整弁に保護箱とヒータの取り付け。自動高さ調整棒受を氷塊や飛び石による破損防止のため強化形に変更。
- 台車の軸箱を分割形から軸箱支持装置である軸梁との一体形への変更。
- 空気笛前面にふさぎ板の取り付け。
- 電動空気圧縮機（CP）・交流避雷器・運転台前方カメラのメーカー変更。
- 滑走防止弁装置の箱内化と床下機器箱の二重パッキング化とハンドル保護板の追加。
- 主変換装置と補助電源装置型式変更（CI13A・SC81A）

2020年（令和2年）3月14日に実施したダイヤ改正からは東北本線黒磯駅 - 新白河駅間にてワンマン運転を開始した。これに伴い、車体側面への「安全確認カメラ」と「ホーム検知装置」の取り付け改造が郡山総合車両センターで行われた。

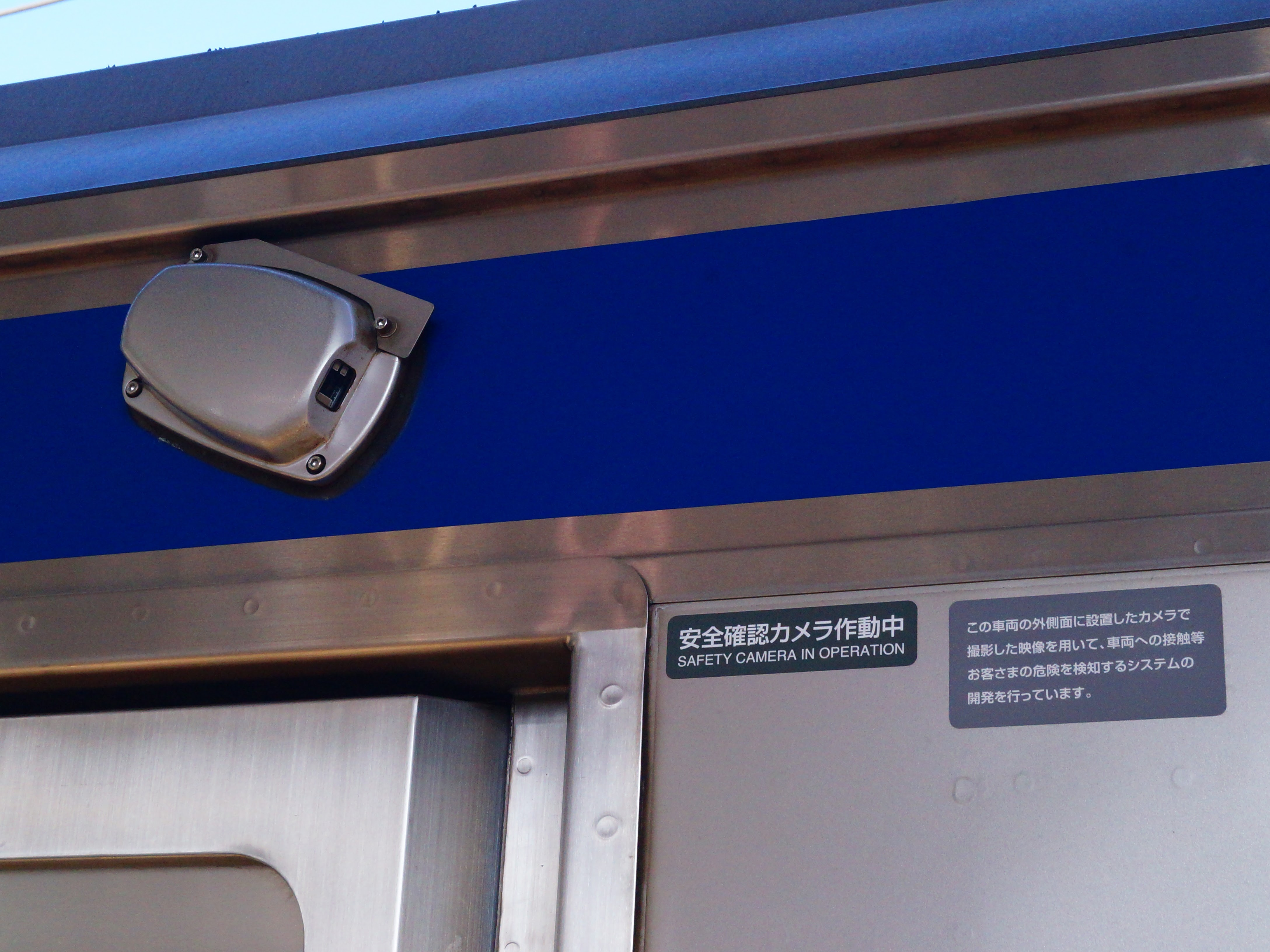
安全確認カメラ
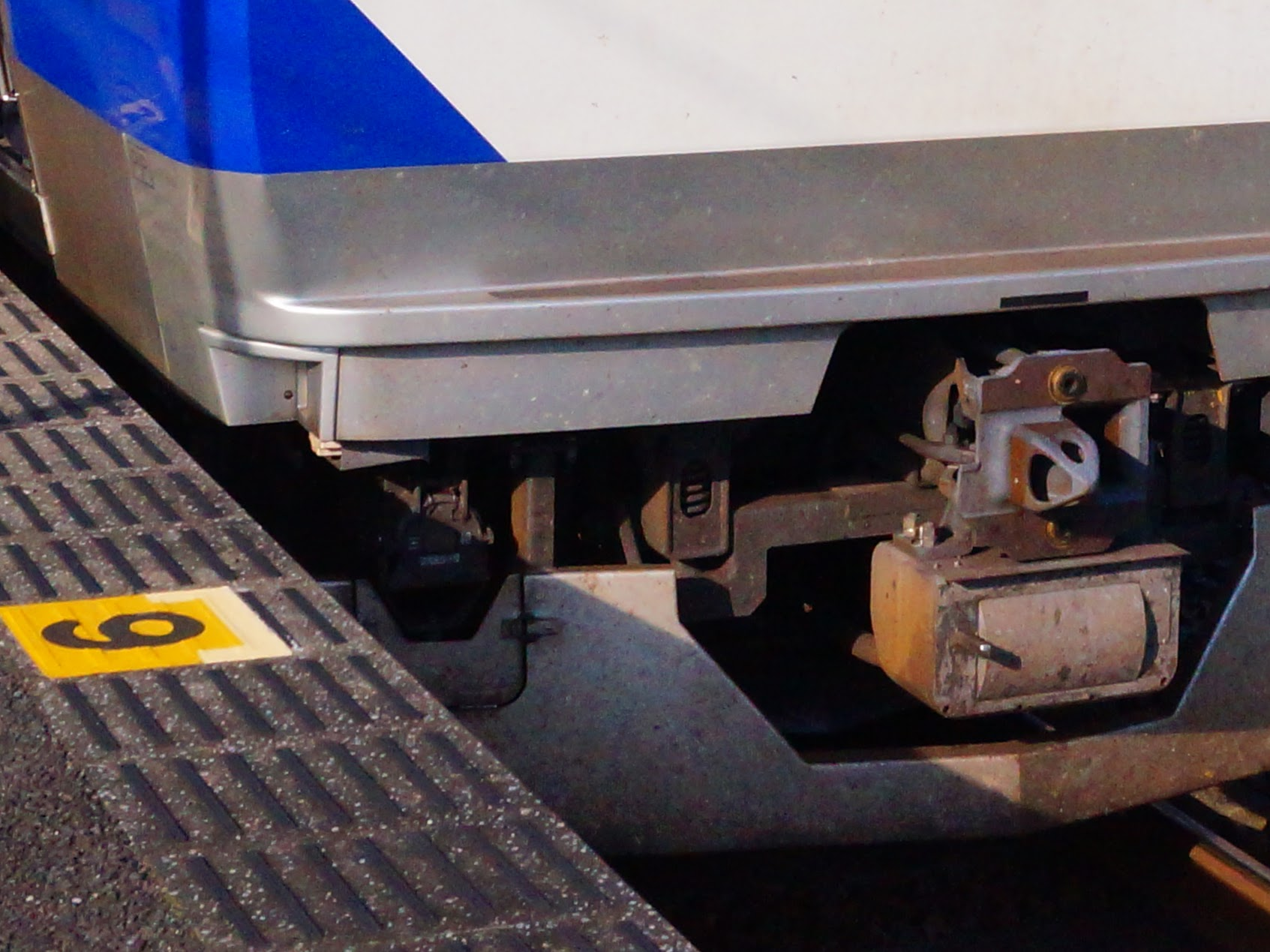
ホーム検知装置
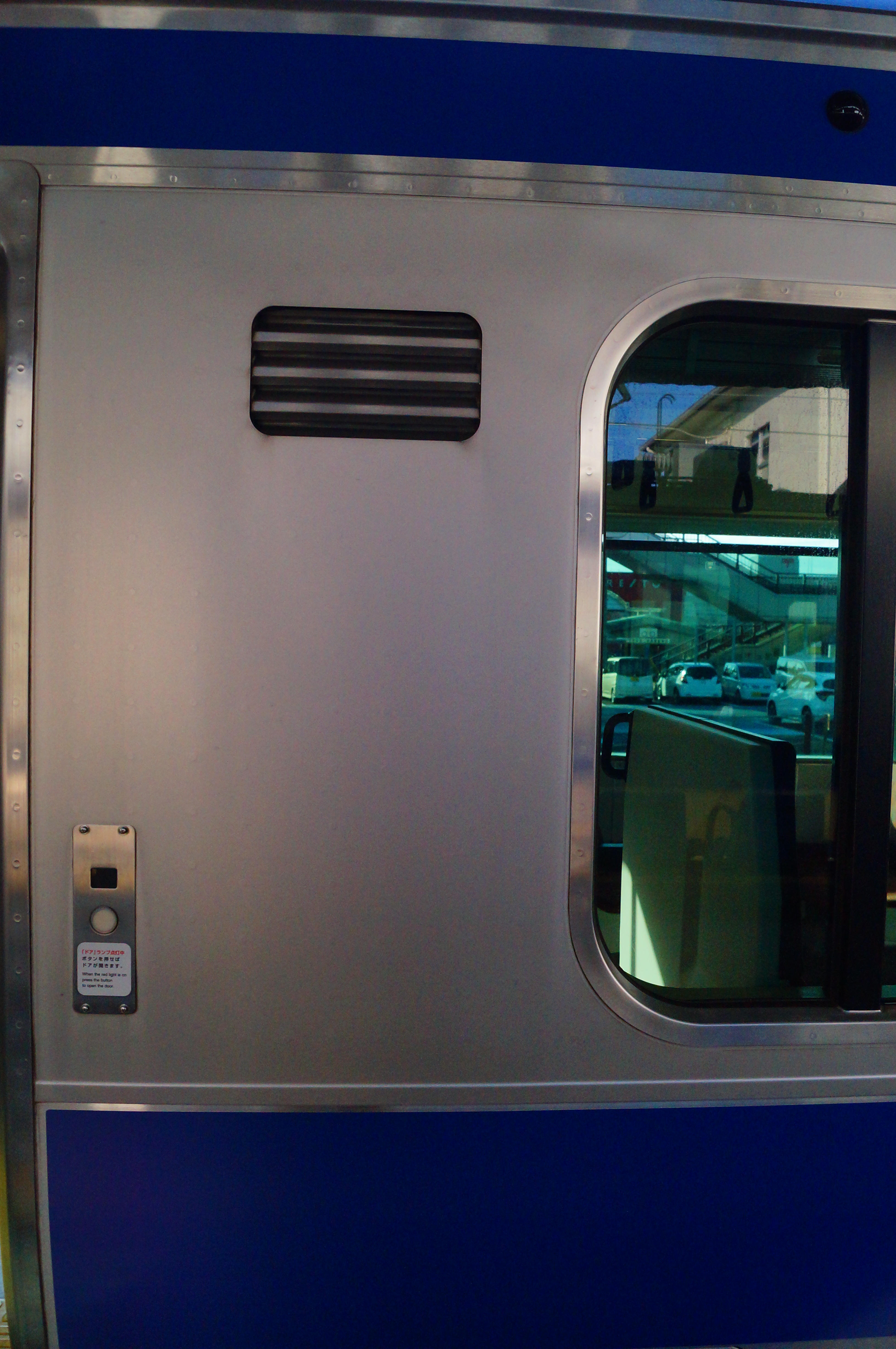
ドア脇の吸気口

## 運用
2003年（平成15年）12月9日のプレスリリースにおいて常磐線（上野駅 - 四ツ倉駅間）・水戸線に導入すると発表された。この時点では、2005年7月までに90両を投入した後は、2006年度の秋までに140両を新造して403系および415系鋼製車を置き換え、さらに60両を新造して最終的には290両の陣容となる予定であった。しかし、常磐線中距離列車へのグリーン車導入決定により計画が変更され、付属編成5両を2本追加製造し、基本10両編成22本220両と付属5両編成16本80両の計300両の陣容とされた。同時にグリーン車を連結しないE501系も置き換え対象となった。
2005年（平成17年）3月に最初の編成が落成し、同月16日から公式試運転を開始し、同年7月9日のダイヤ改正から12編成90両（基本編成6本60両・付属編成6本30両）が営業運転を開始した。当初は上野駅 - 大津港駅間の普通列車および新設された特別快速（上野駅 - 土浦駅間）の運用に投入された。1日の運行本数は18往復で、このうち特別快速は下り6本・上り5本であった。2006年3月18日ダイヤ改正より、上り特別快速が1本増発され、普通列車12往復、特別快速6往復の運用となった。
2006年8月26日から2007年3月17日までは付属編成が水戸線6往復の運用に投入され、また同年2月から3月17日までは415系で運用されていた上野 - いわき間の直通列車運用にも投入されていた。
その後も増備が続けられ、2007年（平成19年）3月18日のダイヤ改正より上野駅発着の403系・415系・E501系の中距離列車運用をすべて置換え、普通列車と特別快速の全列車が本系列による運行となり、同時にグリーン車の営業も開始した。置き換えの時点では運用区間は原則として常磐線上野駅 - 高萩駅間であった。
常磐線は上野駅 - 土浦駅間が10両・15両編成、土浦駅 - 水戸駅・勝田駅・高萩駅間は大半が10両編成での運転である。ただし、土浦駅 - 水戸駅・勝田駅間は2022年3月12日のダイヤ改正から日中時間帯（下り土浦発9 - 14時台の12本、上り水戸発10:35 - 15:00の10本）は5両編成での運転となる。このうち下りの3本は基本編成を土浦駅で切り離す。逆に上りで水戸方面から付属編成のみで運転し土浦駅で基本編成を増結するという列車はない。また、基本編成での土浦駅以北のみの運転は下りにのみ設定されている。2007年3月18日から2022年3月11日までは上り列車、2017年10月14日から2020年3月13日までは下り列車にも設定されていた。水戸線では過去の暫定運用時代も含め全区間で5両編成を使用している。水戸駅以北の運用は5両編成を中心としながら、一部に付属編成2本を連結した10両編成の列車の運用がある。

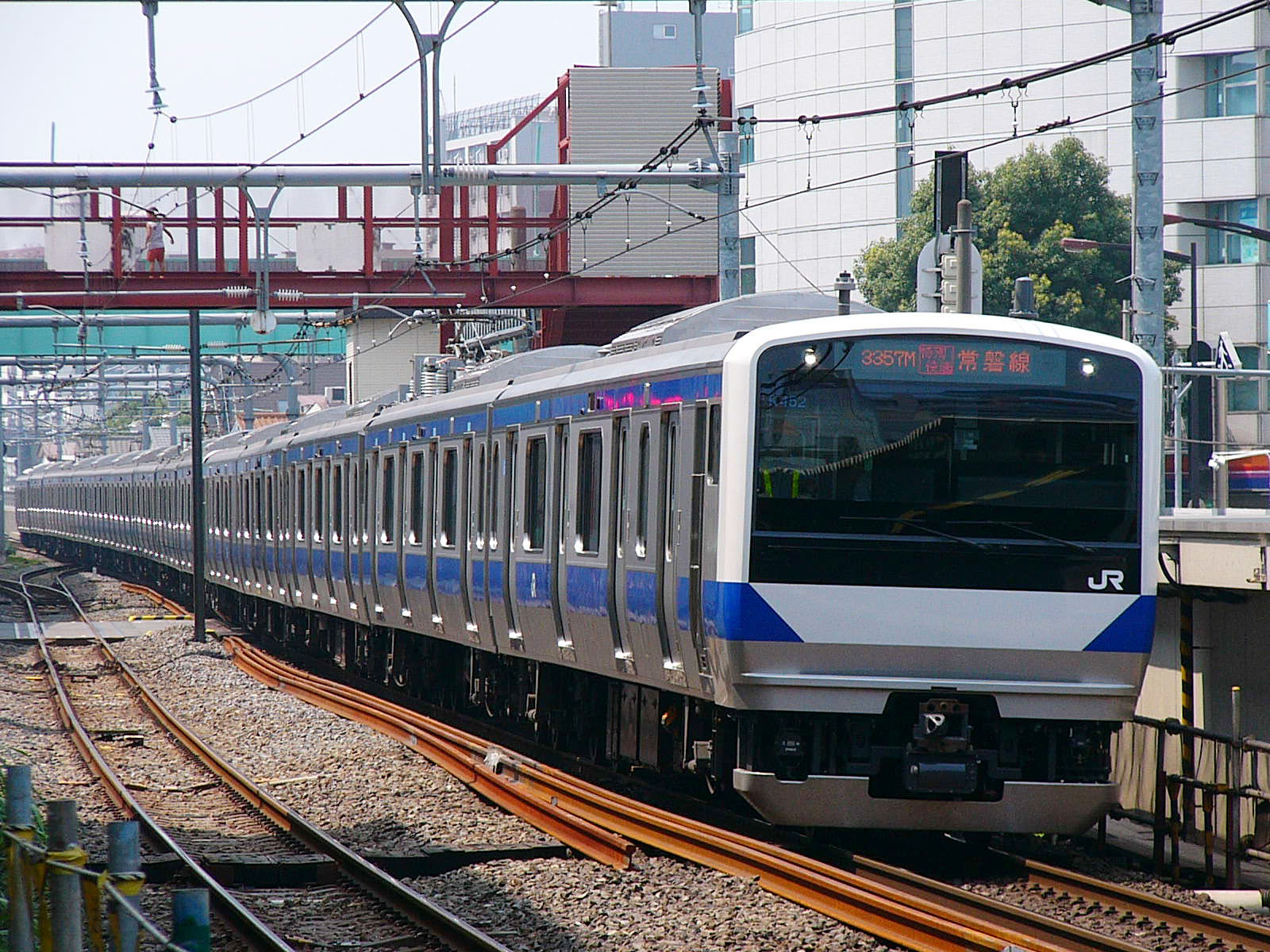
グリーン車組み込み前のE531系 （2005年7月18日 北千住駅）
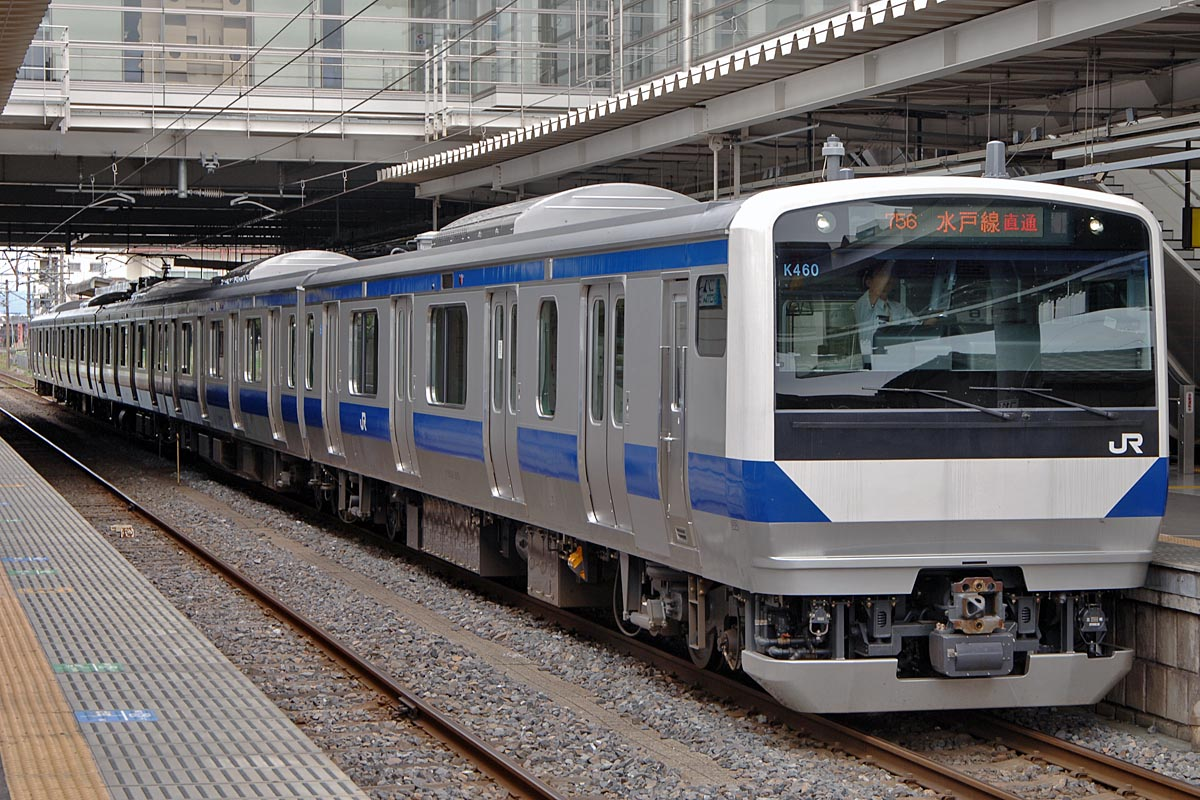
水戸線暫定運用時のE531系 （2006年8月27日 勝田駅）

### グリーン車の組み込み
2007年3月18日のダイヤ改正から上野駅を発着する常磐線中距離列車の全列車でグリーン車の営業が開始された。JR発足後、首都圏での普通列車のグリーン車連結は東海道本線、横須賀・総武快速線に限定されていたが、2004年10月16日に湘南新宿ライン、宇都宮線（東北本線）、高崎線に連結列車を拡大したところ、利用客が順調に増加したことを受けて、常磐線への導入決定に至った。
グリーン車はE217系やE231系と同一のダブルデッカー構造で、連結位置もE231系と同じ基本編成の4・5号車である。グリーン車の導入は製造当初の計画にはなかったため、本系列の新製計画は変更となり、下記の要領によって組み込みが行われた。
- 新たに基本編成に組み込むグリーン車44両を東急車輛製造と川崎重工業にて製造。
- 新津車両製作所で製造中の基本編成のうち、K407- K411編成の5本については、4・5号車に電動空気圧縮機（CP）を搭載するサハE530形を組み込んだ10両編成として落成させる。
- K412 - K422編成の11編成については、4・5・6・9号車を抜いた6両編成として落成させる。
- 全基本編成へのグリーン車組み込みに際しては、K407 - K411編成の4・5号車のサハE530形を K412 - K421編成の6号車に、既存の基本編成（K401 - K406編成）の4・5号車のサハE531形（CP未搭載）をK412 - K422編成の9号車に組み込む。この時点で、9号車には0番台のセミクロスシート車（K401 - K411編成）と2000番台のロングシート車（K412 - K422編成）が混在することになった。
- 不足する K422編成の6号車のサハE530形については、余剰となるK406編成のサハE531形にCPを設置する改造を施工して組み込んだ（サハE531-2012→サハE530-2022）。

2006年11月をもって製造メーカーからの甲種車両輸送および新津車両製作所からの配給輸送を完了したが、組み替えに備えて落成した車両の一部は運用には投入されずに我孫子駅や尾久車両センター・高萩駅構内などに留置されていた。基本編成に各2両連結する44両のグリーン車は、同年11月16日から東急車輛製造および川崎重工業から順次勝田車両センターに甲種車両輸送された。同年11月17日に勝田車両センターにてK411・K422編成にグリーン車を連結し、K411編成が同年11月23日に、K422編成が同年12月13日に試運転を実施した。その後郡山総合車両センターで順次基本編成へのグリーン車組み込みが実施された。
2007年1月6日よりグリーン車を組み込んだ基本編成の運用が開始されるが、同年3月17日まではグリーン車車両は普通車扱いとされた。暫定使用中は、グリーン車車両の客用ドアの横と室内広告枠に普通車扱いを示すステッカーが貼り付けされた。
K410編成では、組成予定のサロE531-14・サロE530-14に不具合が発生して組成が遅延したが、2007年4月に営業運転に復帰した。

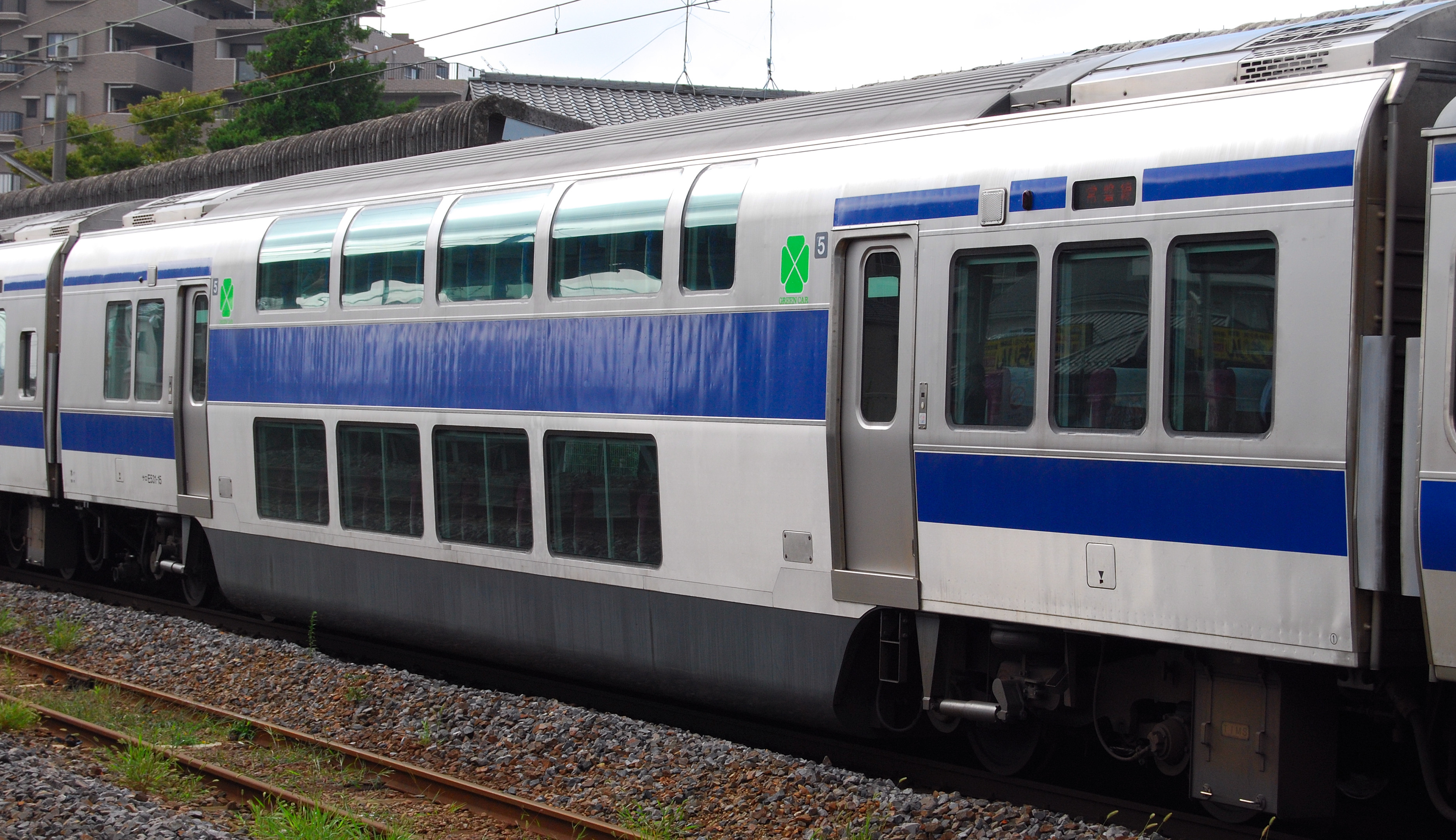
グリーン車 サロE531形
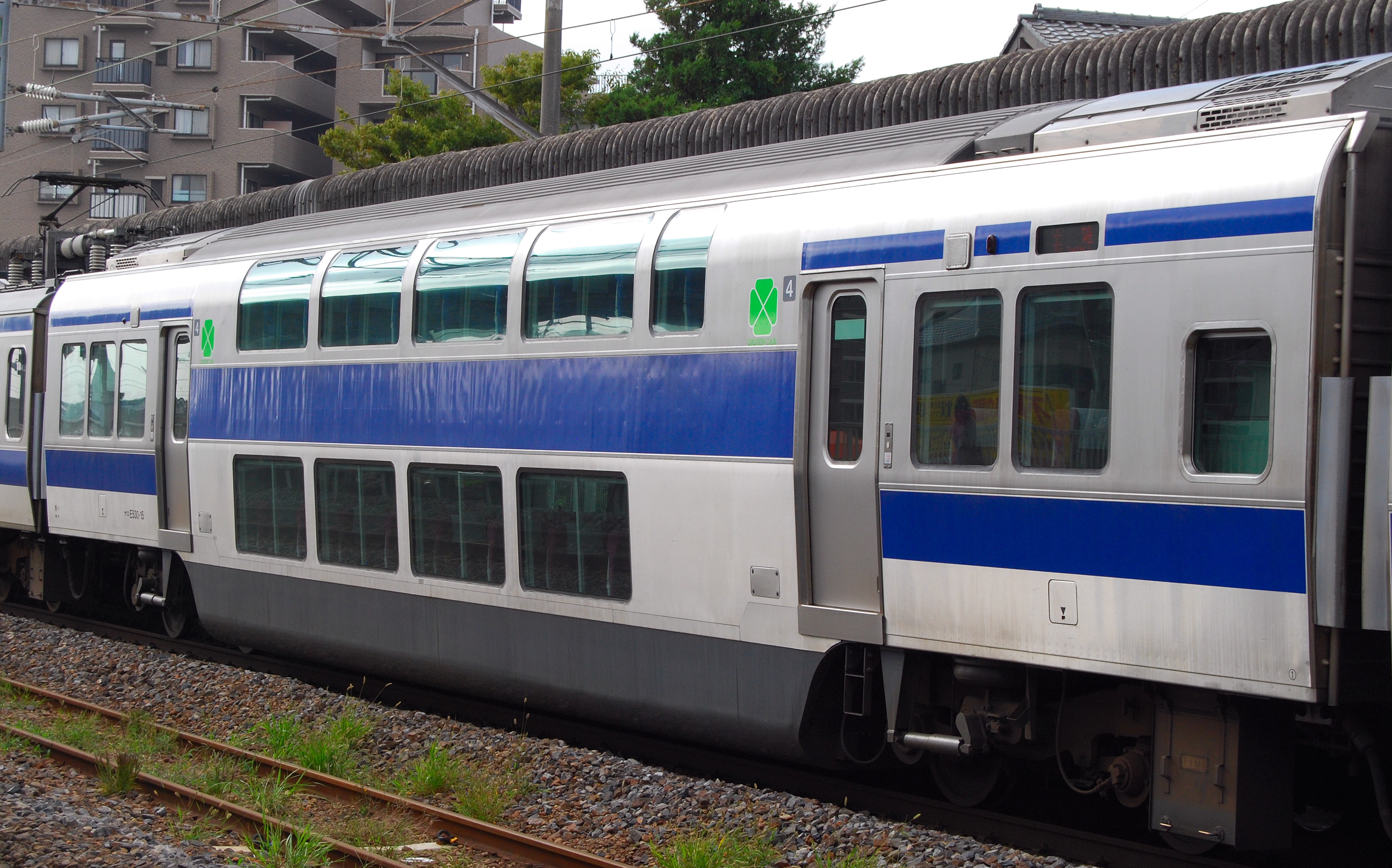
グリーン車 サロE530形
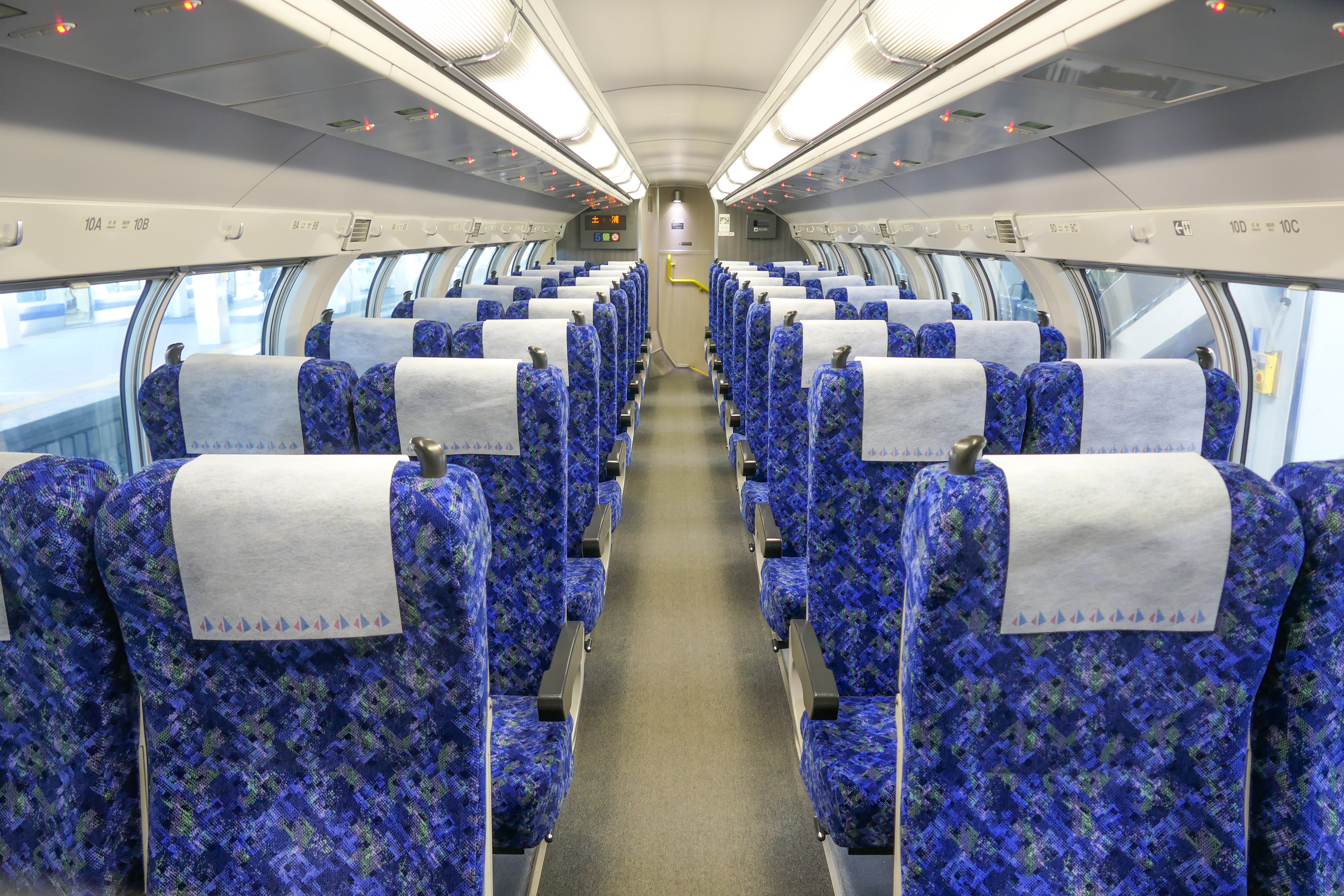
グリーン車の2階席の車内（サロE531-17）
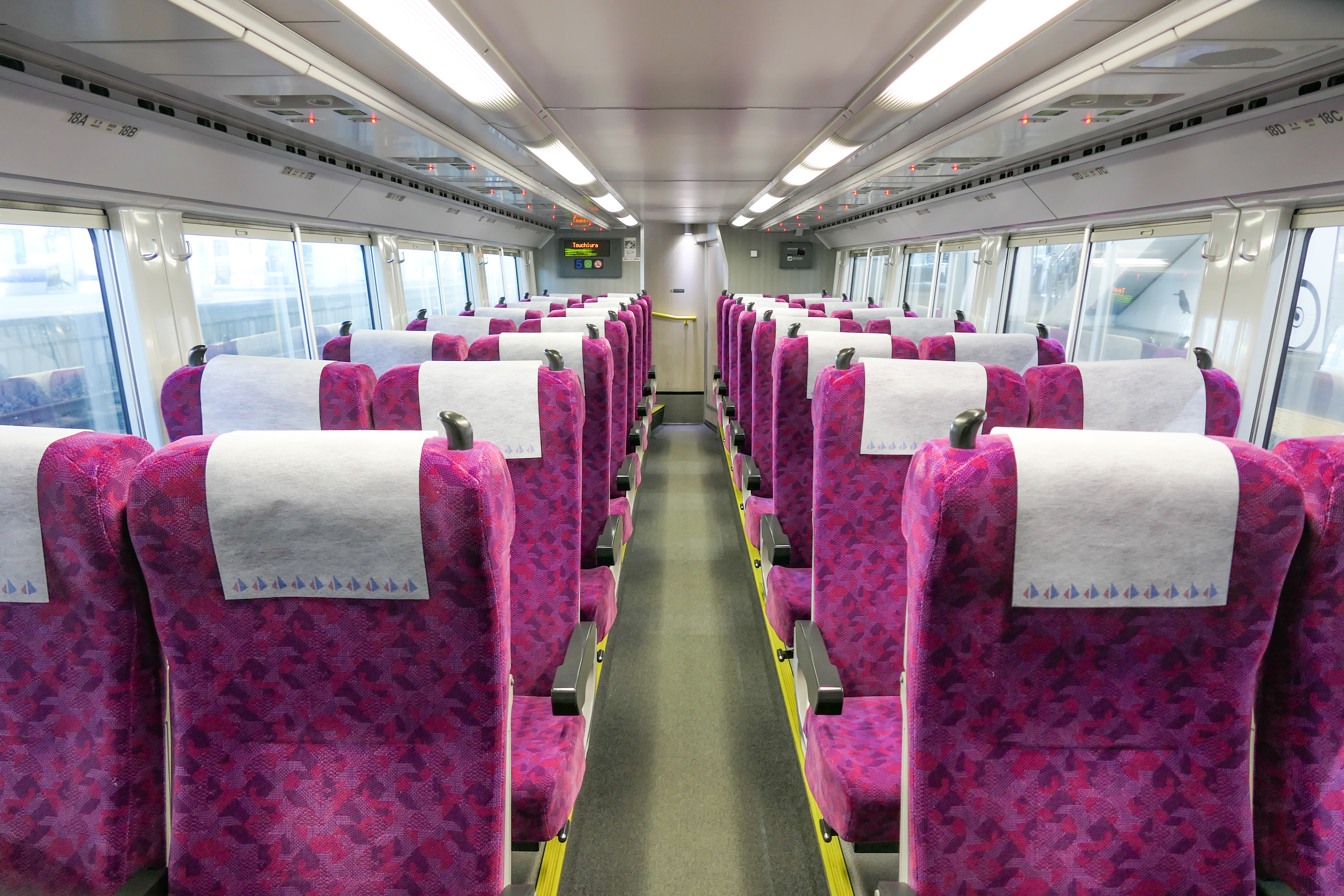
グリーン車の1階席の車内（サロE531-17）
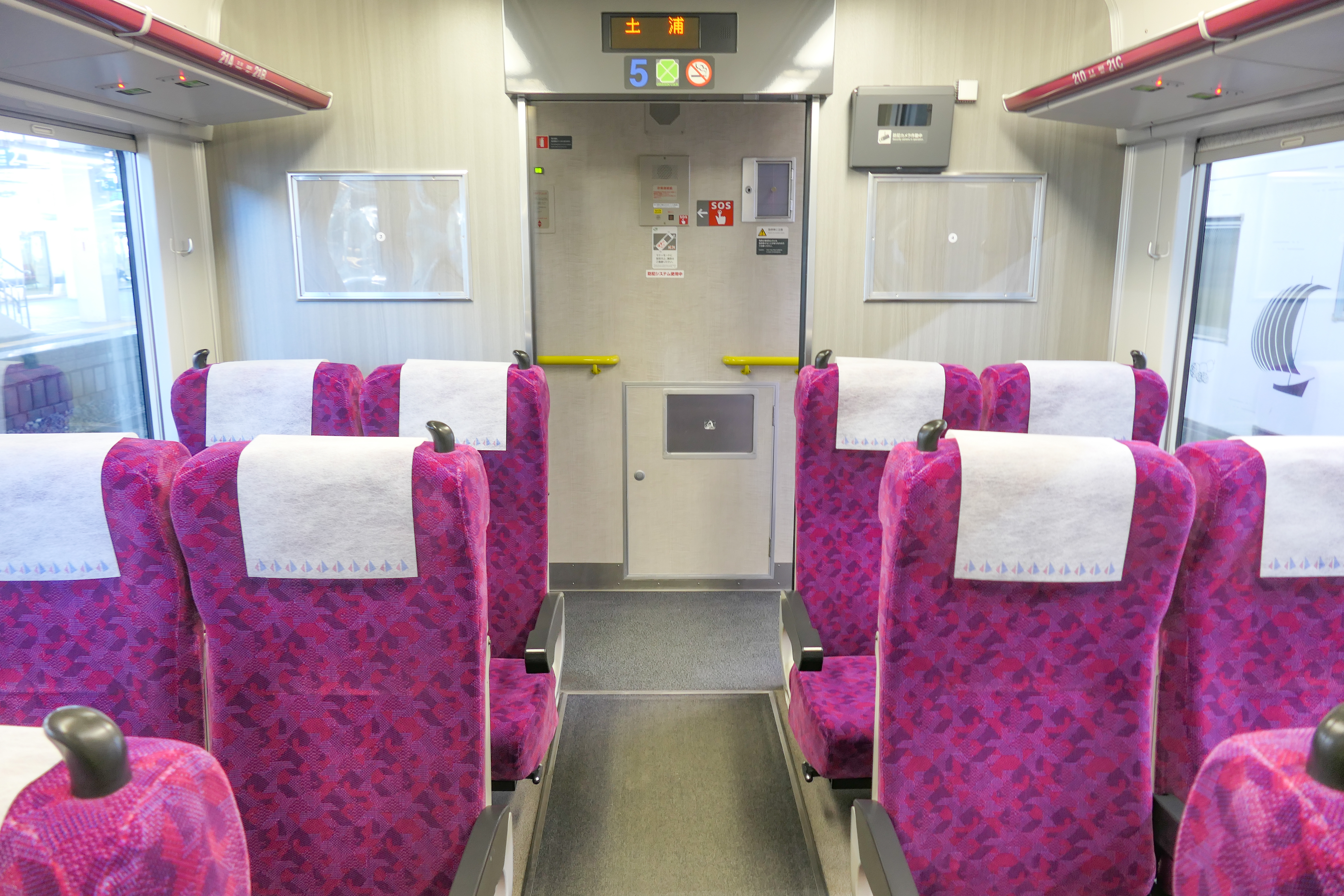
グリーン車の車端部の車内（サロE531-17）
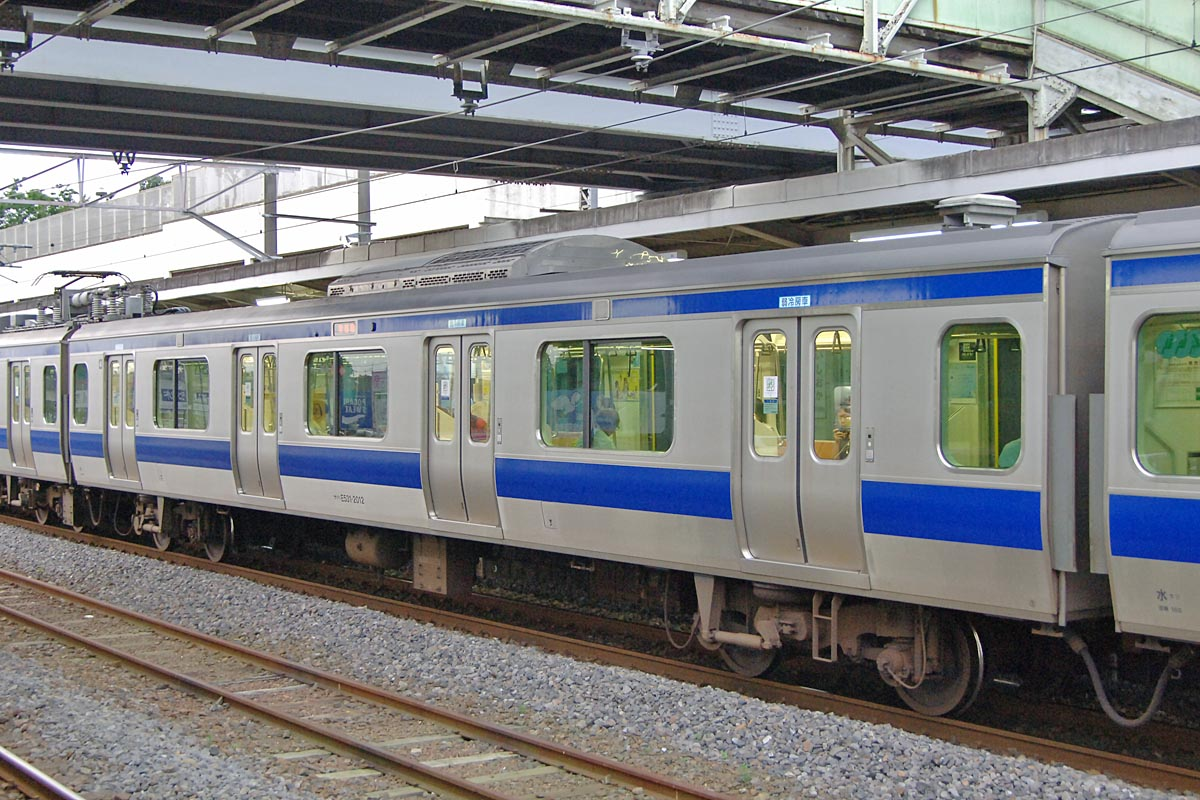
サハE531-2012 （2006年8月27日 石岡駅）
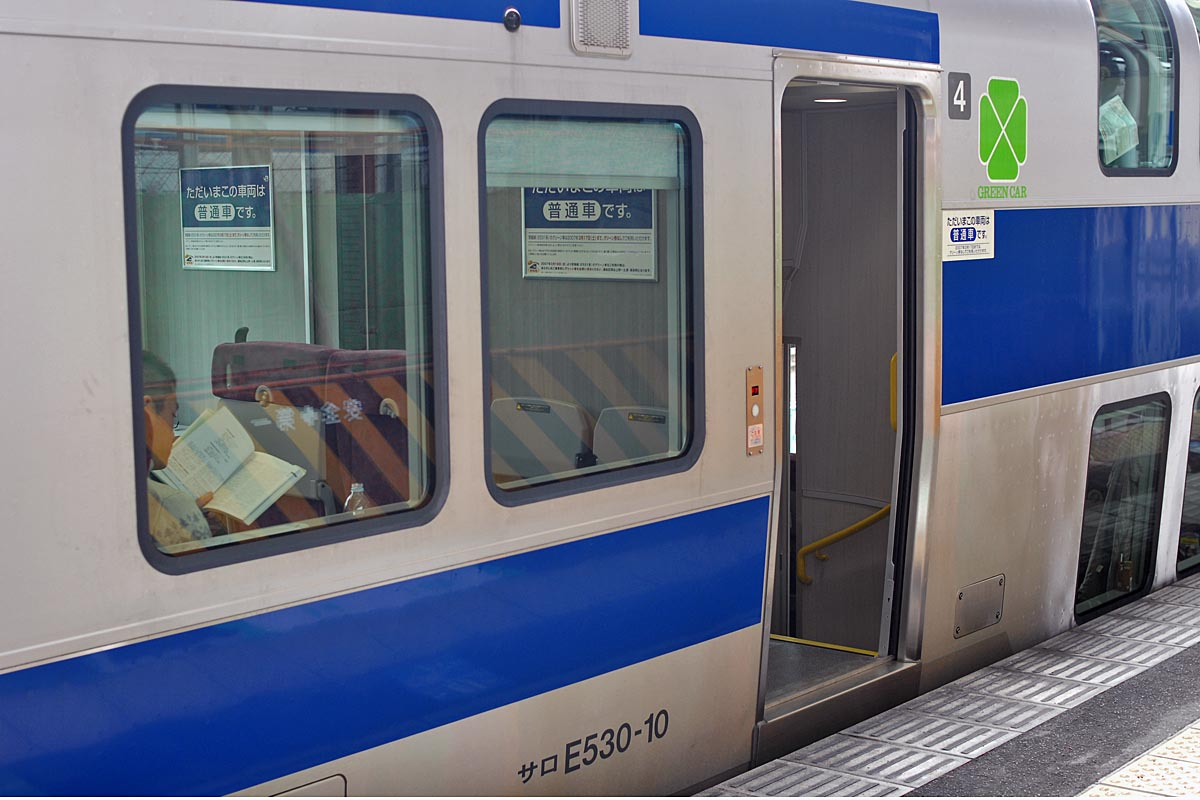
普通車代用時のグリーン車 （2007年2月10日 土浦駅）

### グリーン車連結以降の動き
2010年度には、付属編成が新津車両製作所で再び新製され、K467編成が同年6月17日に、K468編成が同年7月23日に竣工した。E531系の新製は2006年11月以来、約3年半ぶり。これはE501系が経年約15年を迎え、機器更新時期に達したことが影響している。機器更新期間は基本編成で2か月、付属編成で1か月程度の期間を要するが、本系列とE501系は予備車が共通であるため、入場期間中に車両運用不足となることから、E501系機器更新時の予備車確保用として製造された。
2014年（平成26年）9月に上野東京ライン開業による車両不足を補うため基本編成のK423編成が、12月から2015年（平成27年）3月まで415系置換え用としてK469編成 - K475編成の付属編成7編成が総合車両製作所横浜事業所を出場した。基本編成の新製はK422編成以来8年ぶり（グリーン車は7年ぶり、普通車の横浜事業所での製造は東急車輛製造時代のK406編成＋K456編成以来9年ぶり）、E531系全体では付属編成のK468編成以来4年ぶり。なお、K423編成の9号車はセミクロスシート車（サハE531形0番台）として製造された。
2015年2月より水戸線での定期運用が開始され、415系の置き換えが開始された。また、同年2月下旬からは常磐線高萩以北（高萩駅 - 竜田駅間）でも運用を開始し、3月26日のダイヤ改正で置換えが完了した。
2015年3月14日からは上野東京ラインの開業に伴い、常磐線の一部列車が東海道本線品川駅まで直通運転を開始した。
2017年（平成29年）10月14日に実施したダイヤ改正より、東北本線（宇都宮線）の黒磯駅 - 白河駅間での営業運転を開始した。これは黒磯駅構内の交流・直流地上切替設備が、翌2018年（平成30年）1月3日から同駅北側での車上切替へ移行することにより、交流専用車両の同駅への入線が不可能となるため、その対応策として置き換えたものである。
2017年10月21日には東日本大震災により不通だった竜田駅 - 富岡駅間の運転再開に伴い、付属編成が同区間での営業運転を開始した。その後、2020年3月には最後まで不通だった富岡駅 - 浪江駅間の運転再開に伴い、付属編成の運用範囲は原ノ町駅まで拡大している。
2020年3月14日のダイヤ改正で黒磯 - 新白河間（一部白河まで）の列車がE531系付属編成のワンマン運転に統一され、キハ110系は前日の運用をもって撤退した。
2021年3月13日のダイヤ改正から水戸線全列車と常磐線友部駅 - 勝田駅間の一部列車（水戸線直通のみ）でワンマン運転を開始した。
2022年2月9日には、2021年3月26日に発生した常磐線線路内自動車衝突炎上脱線事故で使用不能となったクハE531-17が廃車となり、本系列初の廃車となった。その後2代目の同形が総合車両製作所横浜事業所で代替新造（2024年2月2日付）され、K409編成の10号車に組み込まれた。
2023年3月18日のダイヤ改正からE531系付属編成によるワンマン運転が開始され、日中に水戸駅 - いわき駅間で運行される普通列車の約7割がワンマン運転となった（E501系で運用される列車は引き続きツーマン運用）。
2024年3月16日のダイヤ改正からは土浦駅 - 水戸駅間、いわき駅 - 原ノ町駅間でもE531系付属編成によるワンマン運転が開始された。前者は日中時間帯、後者は朝の草野駅始発の1本を除きワンマン運転となった。

### 臨時列車での入線
本系列は通常、常磐線（上野東京ライン）・水戸線・東北本線でのみ運用されているが、臨時列車では他路線への乗り入れが行われることもある。
2013年10月27日・11月3日に、臨時快速「那須野満喫号」として、付属編成5両で南越谷駅 - 黒磯駅（10月27日）・新白河駅（11月3日）間で運転された。営業運転での武蔵野線や宇都宮線・東北本線への入線は初となった。また2014年2月1日・2日には臨時快速「おさんぽ川越号」として、付属編成5両で土浦駅 - 川越駅間で運転され、営業運転では初の川越線への入線となった。
このほか特殊な営業として、2013年7月22日には、いわき市のいわきグリーンスタジアムで開催されたプロ野球オールスターゲームに合わせた臨時普通「復興いわきベースボール号」がある。この列車では、グリーン車の営業を伴う基本編成での運転を高萩駅 - いわき駅間では初めて行った（グリーン車は指定席）。
また営業外ではあるが、仙台車両センターまで入線している編成も存在する。付属編成の一部がワンマン対応工事の為の入場の他、撮影会開催の為に赤電ラッピングとなったK423編成が入線している。

### 「赤電」リバイバルラッピング

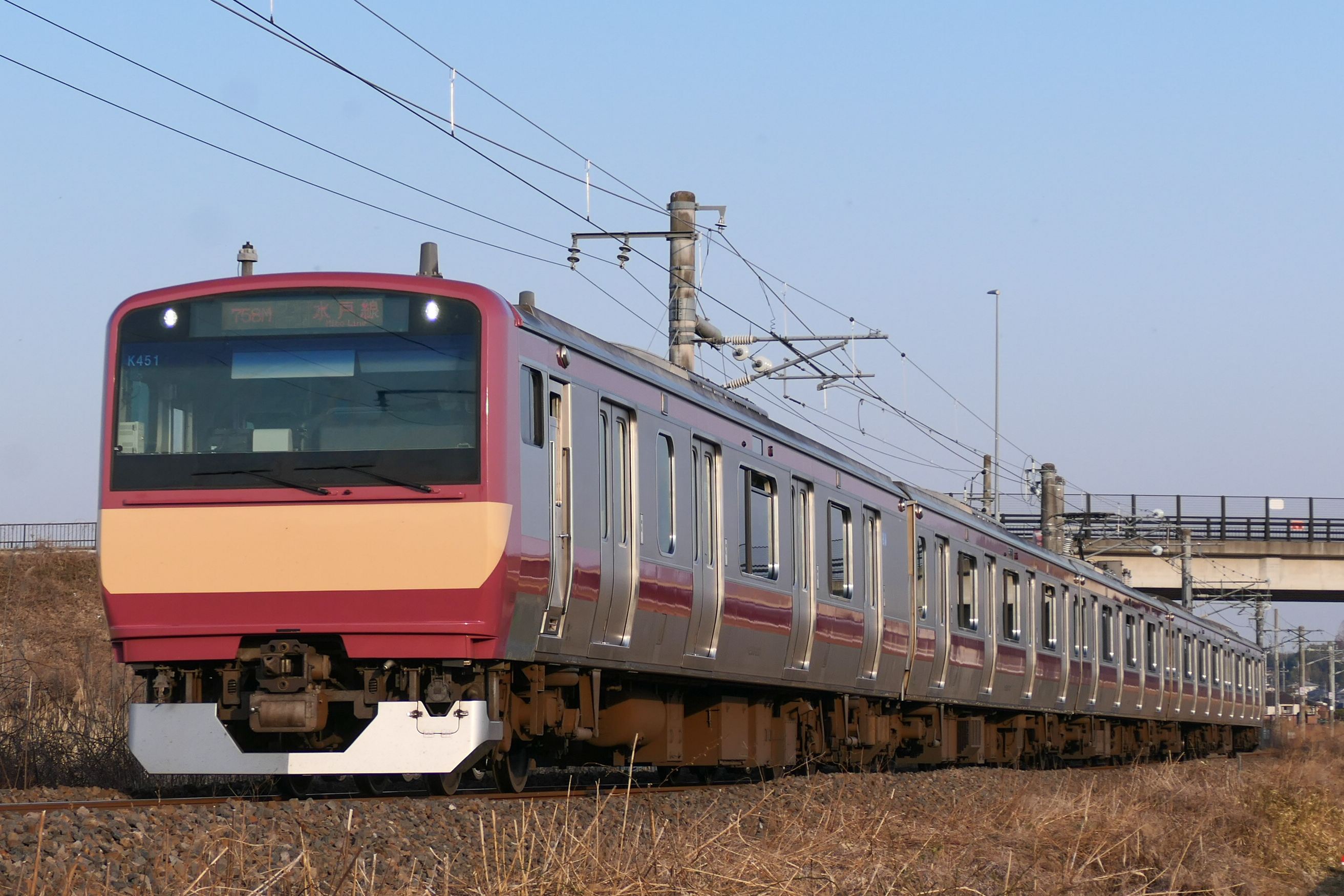
「赤電」塗装のE531系
（2022年3月12日 笠間駅 - 稲田駅間）

勝田車両センター操業開始60周年を記念して、2021年11月5日から2023年3月末までの予定で、付属編成1本（K451編成）に401系で採用された「赤電」塗装をラッピングで復刻させて運行することが発表された。運行開始から年内は水戸線全線と常磐線・友部 - 原ノ町駅間の限定運用としたが、2022年1月以降は運用範囲を品川駅まで拡大している。
その後、2023年3月8日のプレスリリースにおいて、新たに基本編成（K423編成）にも「赤電」塗装ラッピングを施し、またK451編成の「赤電」塗装ラッピング期間を2026年度初めまで延長することも併せて発表された。これを記念して15両編成の赤電撮影会も開催されている。なお、これらの「赤電」塗装ラッピング車両は他の編成と共通で運用されている。

## 編成表
特記ない限りは2022年（令和4年）4月1日時点の情報を示す。
- 基本編成と付属編成を併結する際は、基本編成が上野方、付属編成が高萩方となる。
- 10両編成（基本編成）は上野方が1号車で、高萩方が10号車。5両編成（付属編成）は上野方が11号車で、高萩方が15号車。
- 5両編成単独運用時は小山方が1号車で、原ノ町方が5号車。
- 付属編成の号車カッコ内は付属編成単独運用時の号車番号。
- 凡例
  - [車]WC…車椅子対応大型洋式トイレ、洋WC…洋式トイレ、[洗]…洗面所
  - [乗]…乗務員室、[業]…業務用室

|                      |            | ← 黒磯・原ノ町・高萩・勝田白河・小山・上野・品川 → |            |                  |               |               |            |            |                  |            |            |
| 10両編成（基本編成） | 号車       | 10                                                 | 9          | 8                | 7             | 6             | 5          | 4          | 3                | 2          | 1          |
| 10両編成（基本編成） | 形式       | クハE531-0                                         | サハE531-※ | ＞ モハE531-2000 | モハE530-2000 | サハE530-2000 | サロE531-0 | サロE530-0 | ＞ モハE531-1000 | モハE530-0 | クハE530-0 |
| 10両編成（基本編成） | 座席       | セミクロス                                         | ※          | ロング           | ロング        | ロング        | グリーン車 | グリーン車 | ロング           | セミクロス | セミクロス |
| 10両編成（基本編成） | その他設備 | [車]WC                                             |            |                  |               |               | 洋WC、[洗] | [乗]、[業] |                  |            | [車]WC     |
| 10両編成（基本編成） | 搭載機器   |                                                    |            | Mtr,CI           | CI,SIV        | CP            |            |            | Mtr,CI           | CI,SIV     | CP         |
| 5両編成（付属編成）  | 号車       | 15（5）                                            | 14（4）    | 13（3）          | 12（2）       | 11（1）       |            |            |                  |            |            |
| 5両編成（付属編成）  | 形式       | クハE531-1000                                      | サハE531-0 | ＞ モハE531-0    | モハE530-1000 | クハE530-2000 |            |            |                  |            |            |
| 5両編成（付属編成）  | 座席       | セミクロス                                         | セミクロス | セミクロス       | ロング        | ロング        |            |            |                  |            |            |
| 5両編成（付属編成）  | その他設備 |                                                    |            |                  |               | [車]WC        |            |            |                  |            |            |
| 5両編成（付属編成）  | 搭載機器   |                                                    |            | Mtr,CI           | CI,SIV        | CP            |            |            |                  |            |            |

- ※印の基本編成9号車はK401 - K411編成とK423編成以降はセミクロスシートの0番台、K412 - K422編成はロングシートの2000番台を連結。
- 付属編成の号車カッコ内は付属編成単独運用時の号車番号を表す。
- Mtr（Main-Transformer）：主変圧器
- CI（Converter・Inverter）：主変換装置（コンバータ装置＋VVVFインバータ装置）
- SIV：静止形インバータ
- CP：空気圧縮機

グリーン車組み込み前の基本編成
|                      |            | ← 大津港・勝田上野 → |            |                  |               |               |               |               |                  |            |            |
| 10両編成（基本編成） | 号車       | 10                   | 9          | 8                | 7             | 6             | 5             | 4             | 3                | 2          | 1          |
| 10両編成（基本編成） | 形式       | クハE531-0           | サハE531-0 | ＞ モハE531-2000 | モハE530-2000 | サハE530-2000 | サハE531-2000 | サハE531-2000 | ＞ モハE531-1000 | モハE530-0 | クハE530-0 |
| 10両編成（基本編成） | 座席       | セミクロス           | セミクロス | ロング           | ロング        | ロング        | ロング        | ロング        | ロング           | セミクロス | セミクロス |
| 10両編成（基本編成） | その他設備 | [車]WC               |            |                  |               |               |               |               |                  |            | [車]WC     |

3000番台
|                             |            | ← 黒磯・原ノ町・勝田白河・小山・品川 → |               |                  |               |               |
| 3000番台5両編成（付属編成） | 号車       | 15（5）                                | 14（4）       | 13（3）          | 12（2）       | 11（1）       |
| 3000番台5両編成（付属編成） | 形式       | クハE531-4000                          | サハE531-3000 | ＞ モハE531-3000 | モハE530-4000 | クハE530-5000 |
| 3000番台5両編成（付属編成） | 座席       | セミクロス                             | セミクロス    | セミクロス       | ロング        | ロング        |
| 3000番台5両編成（付属編成） | その他設備 |                                        |               |                  |               | [車]WC        |
| 3000番台5両編成（付属編成） | 搭載機器   |                                        |               | Mtr,CI           | CI,SIV        | CP            |

## 車歴表
特記ない限りは2024年（令和4年）4月1日時点の情報を示す。
- 製造…東急：東急車輛製造、川重：川崎重工業、新津所：JR東日本新津車両製作所、横浜：総合車両製作所横浜事業所、総合新津：総合車両製作所新津事業所
- 配置…勝田：勝田車両センター

## 改造歴
- 改造所…青森：青森車両センター、秋田：秋田車両センター、郡山：郡山総合車両センター、仙台：仙台車両センター